# Biserica reformată din Lutița

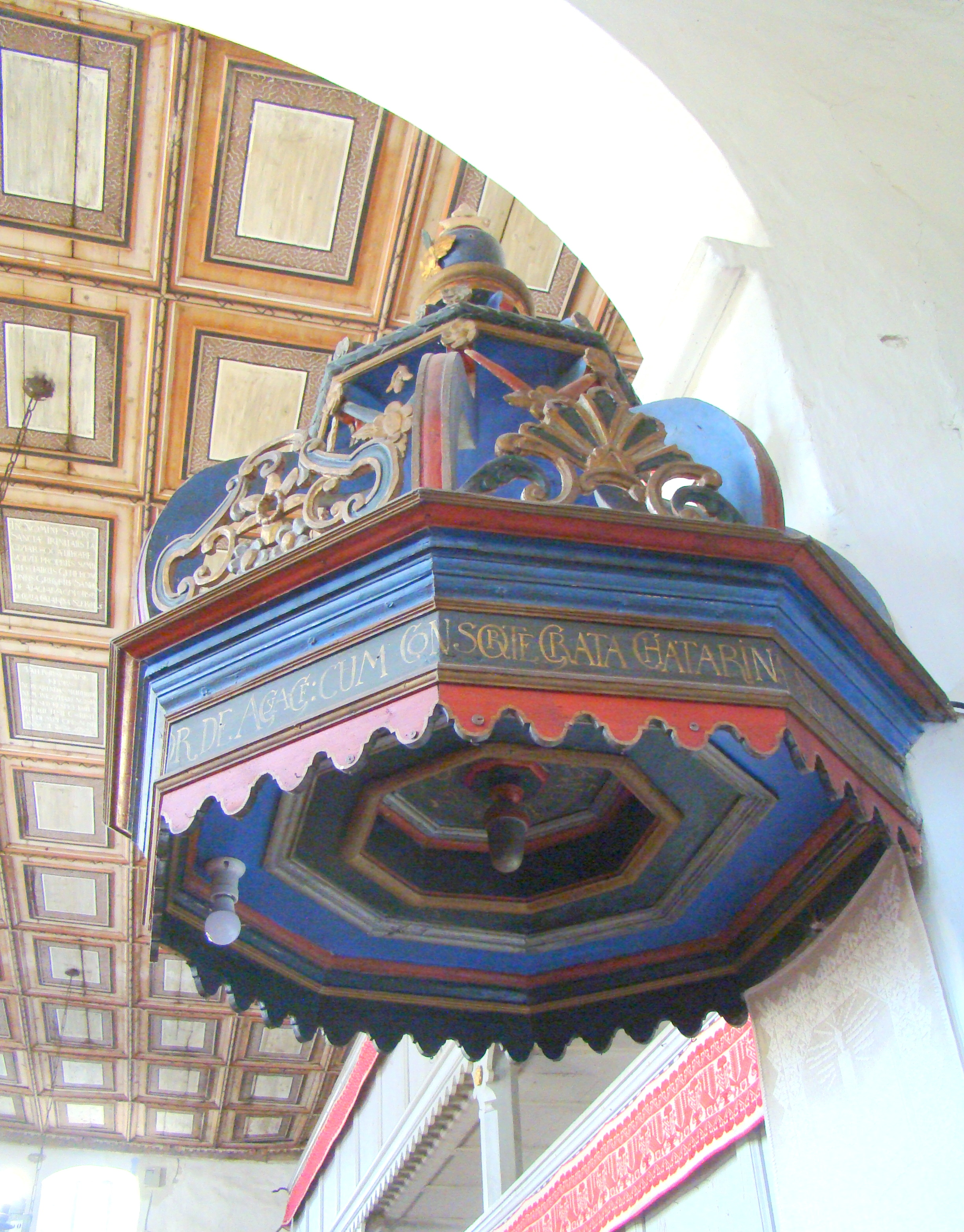
Coronamentul amvonului

Biserica reformată din Lutița este un ansamblu de monumente istorice aflat pe teritoriul satului Lutița; comuna Mugeni.
Ansamblul este format din două monumente:
- Biserica reformată (cod LMI HR-II-m-A-12863.01)
- Zid de incintă cu turn de poartă (cod LMI HR-II-m-A-12863.02)

## Localitatea
Lutița (maghiară Agyagfalva) este un sat în comuna Mugeni din județul Harghita, Transilvania, România. Este situat la 12 km sud-vest de Odorheiu Secuiesc, în apropierea malului stâng al cursului superior al Târnavei Mari.

## Biserica
Nu se cunoaște data exactă a construcției bisericii; ea a existat deja în perioada de dinaintea Reformei, deoarece în 1506, pe vremea Adunării Generale Secuiești, exista deja o biserică pentru congregație.
Biserica este situată în centrul satului, înconjurată de un zid de piatră, care inițial a jucat un rol protector. În jumătatea de sud-vest a zidului se află clopotnița, care formează și intrarea principală în curtea bisericii. Clopotnița este separată de navă. Acest turn a fost inițial un bastion și apoi, după mai multe înălțări și transformări, a ajuns la forma și rolul actual. Nivelele inferioare au fost construite în 1628, înălțate apoi succesiv în 1806 și 1881. Zidul de incintă are aproximativ aceeași vârstă ca și nivelurile inferioare ale clopotniței. În turn sunt două clopote: clopotul mic este foarte vechi, inscripția este ilizibilă. Clopotul mai mare a fost turnat în anul 1772.

## Imagini din exterior

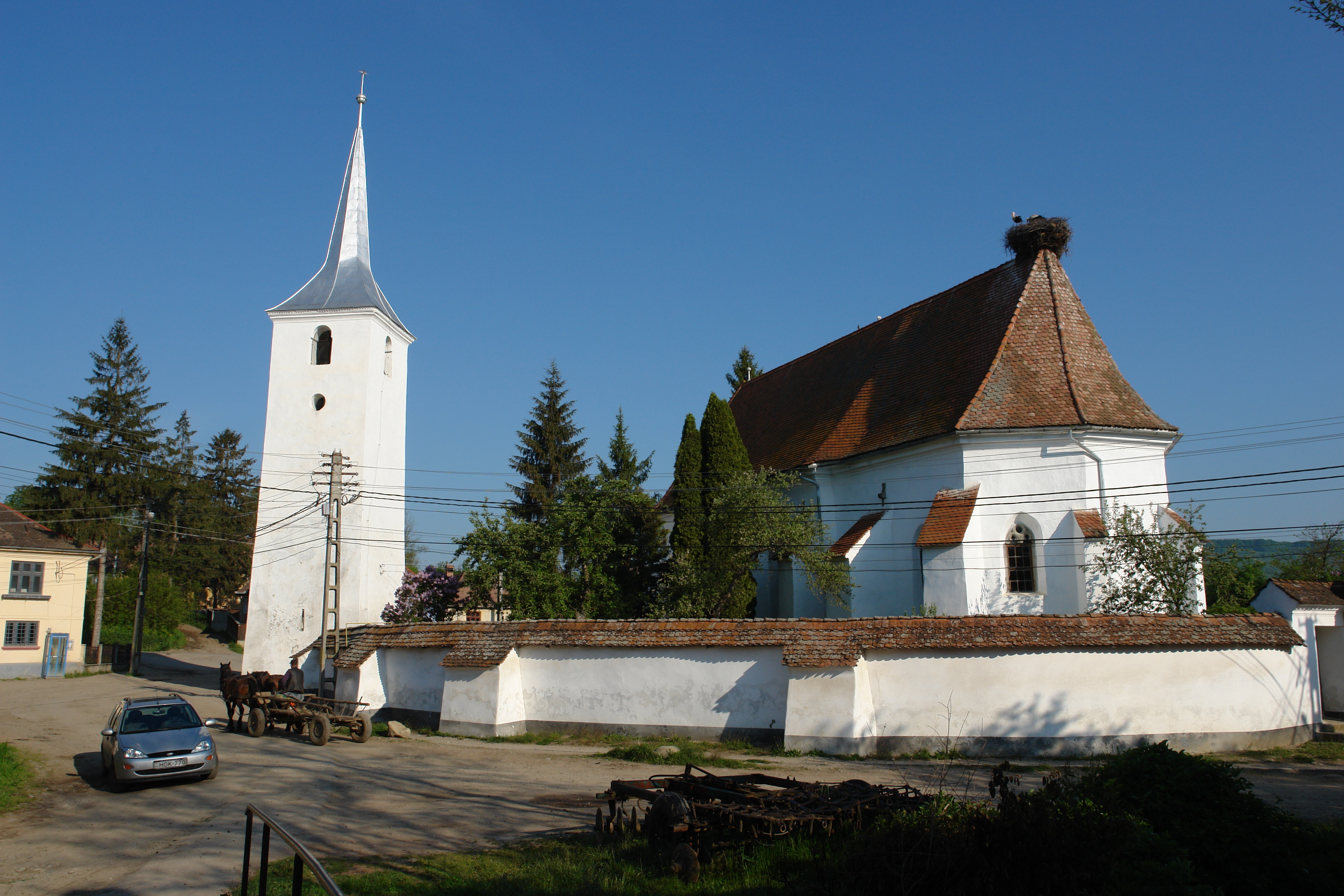
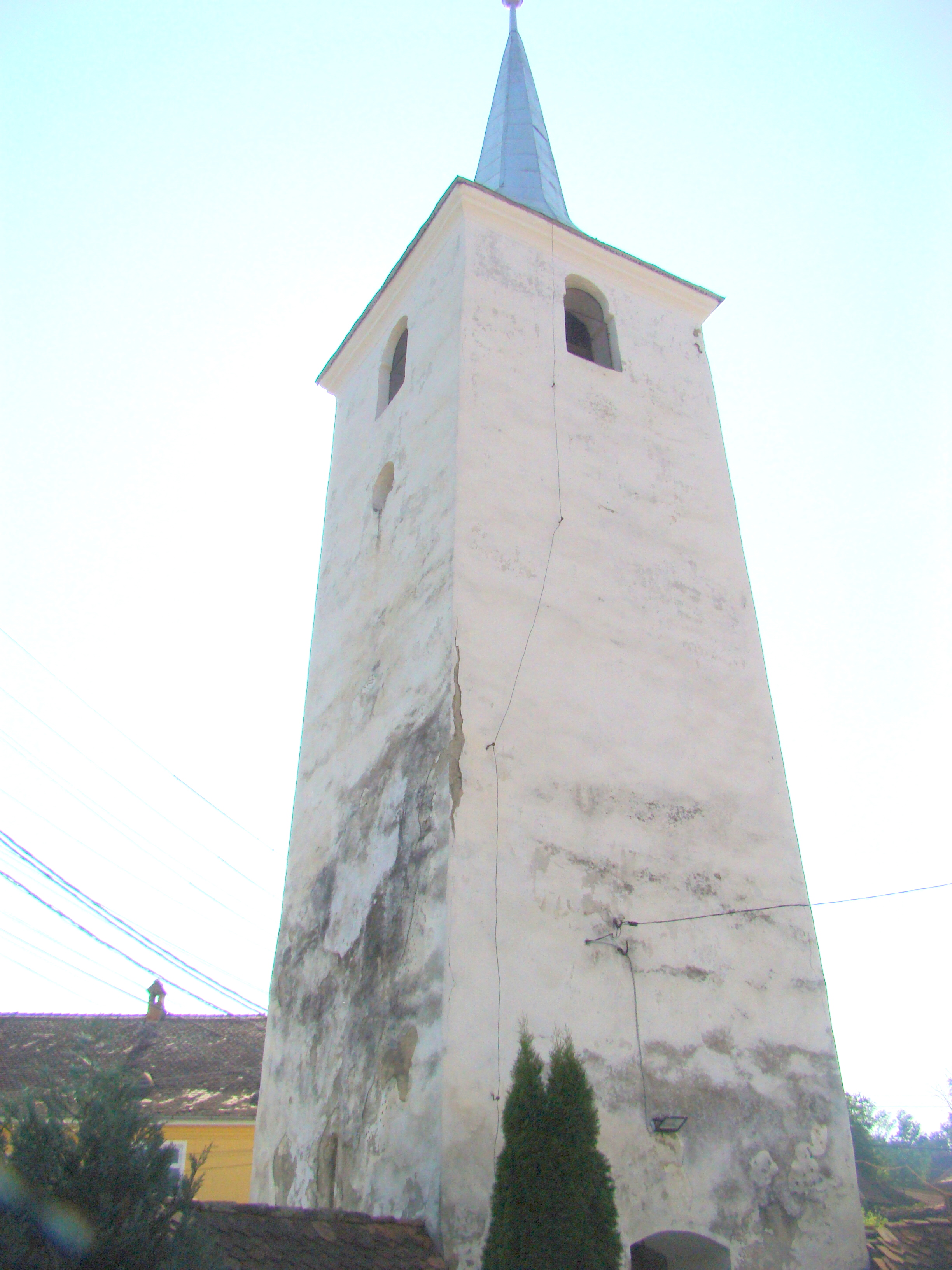
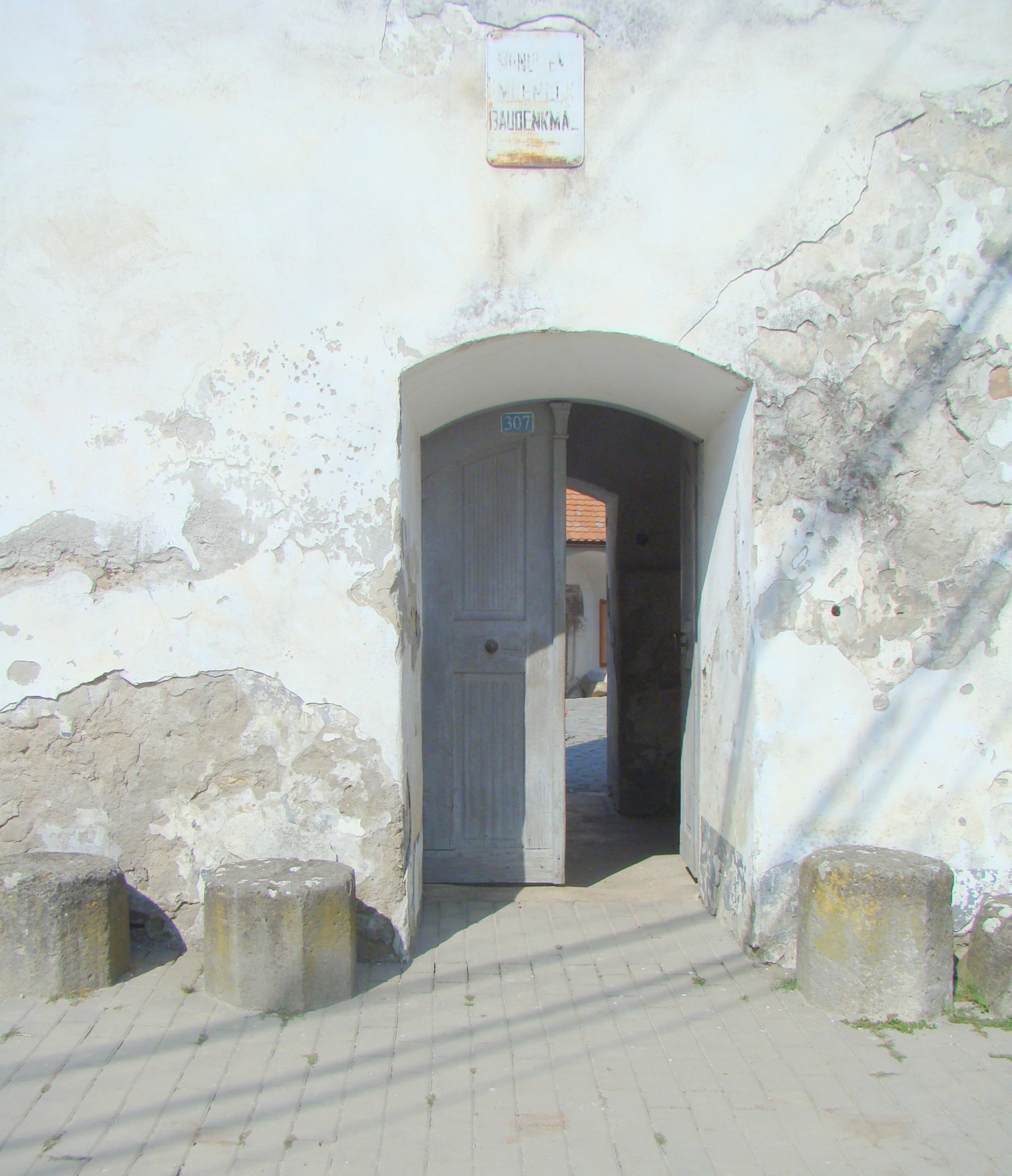
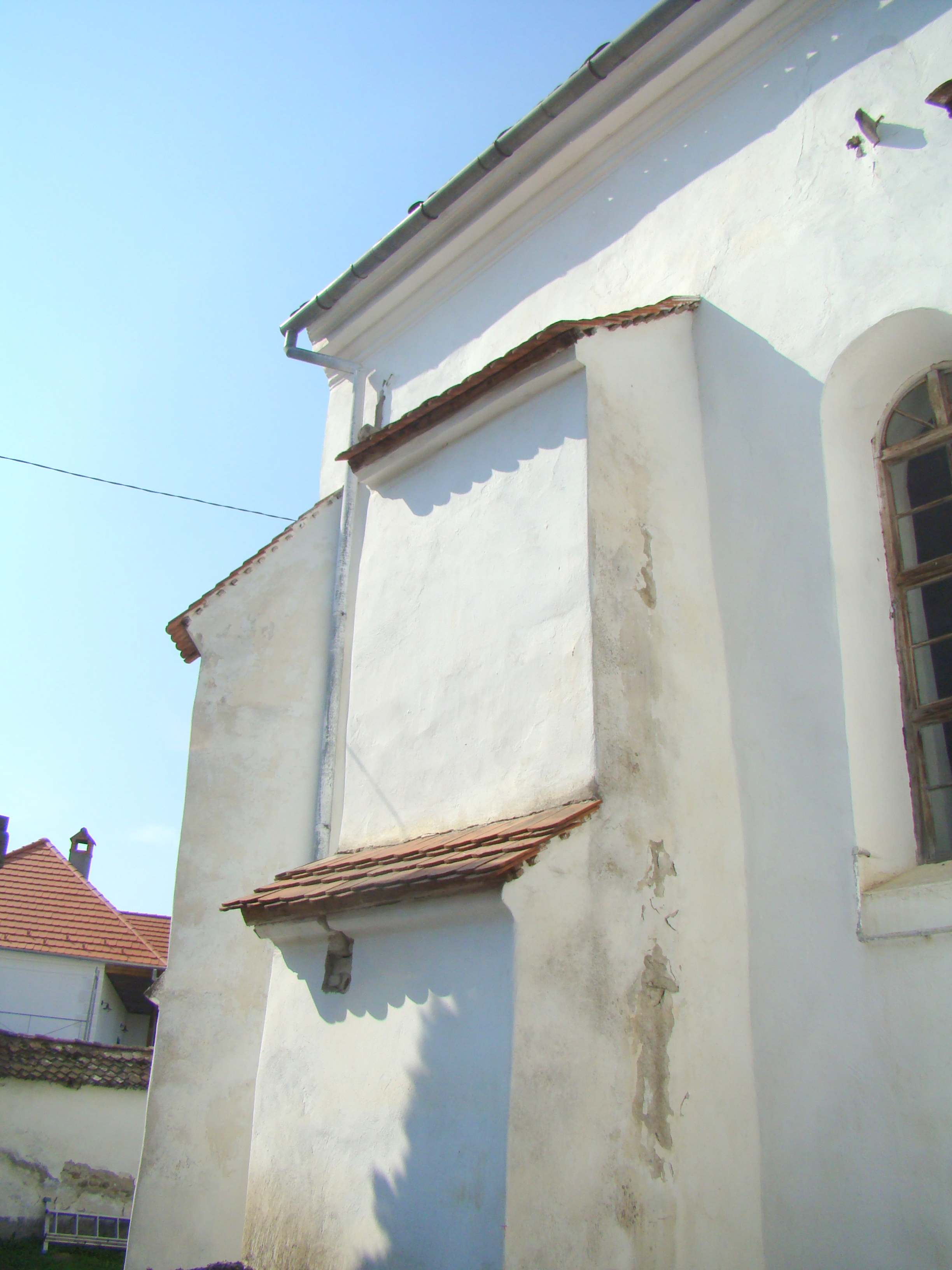
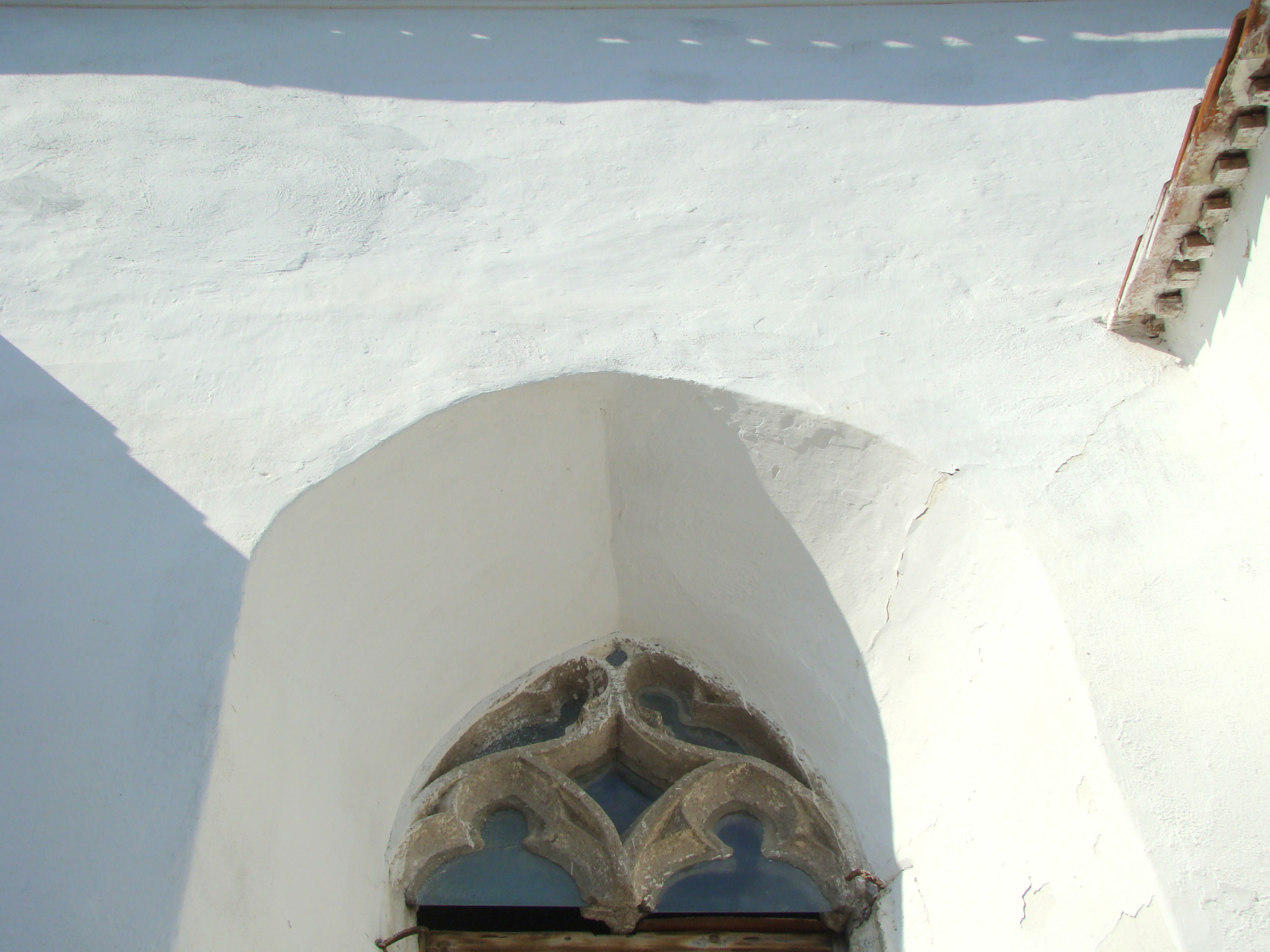
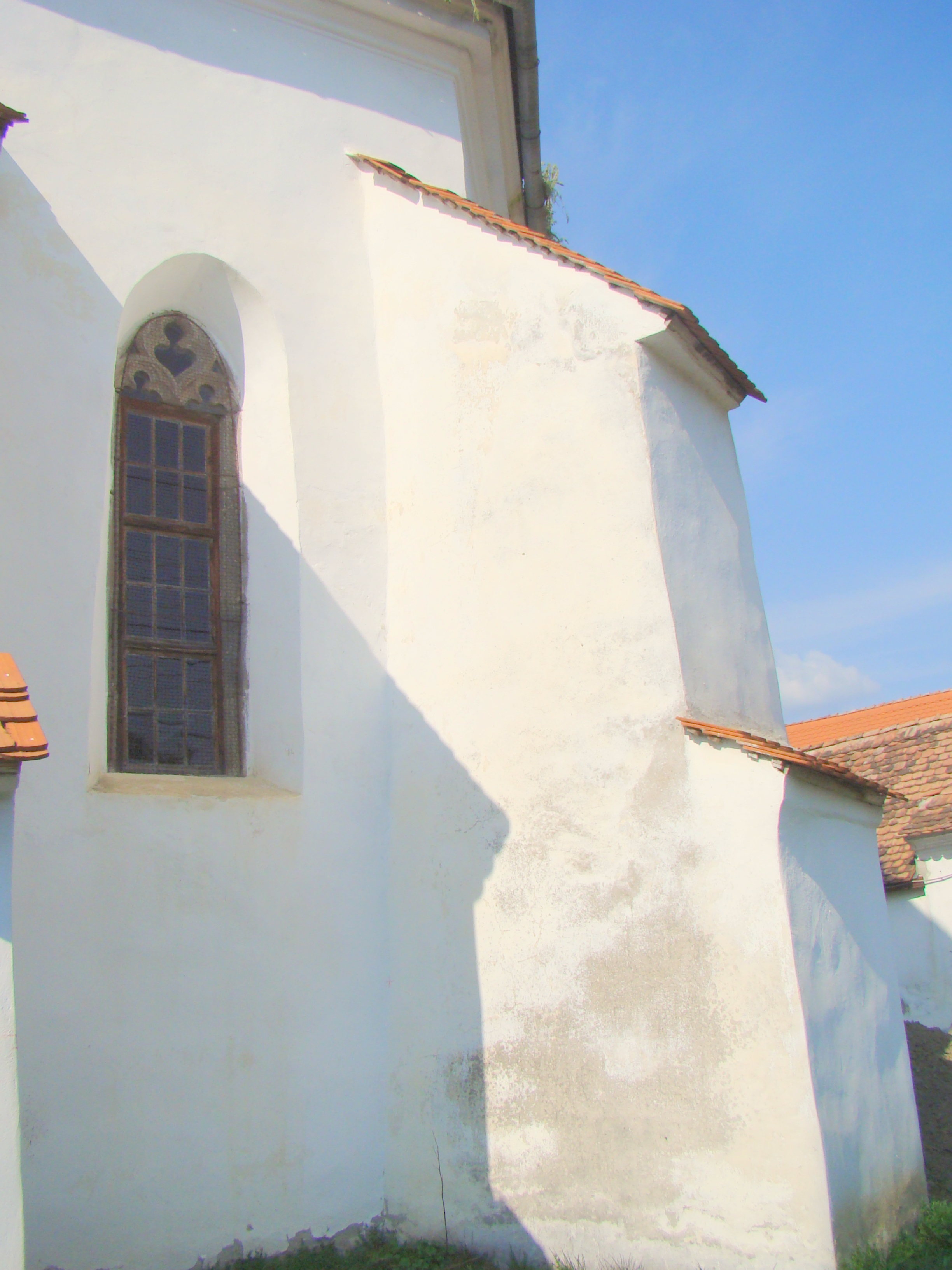
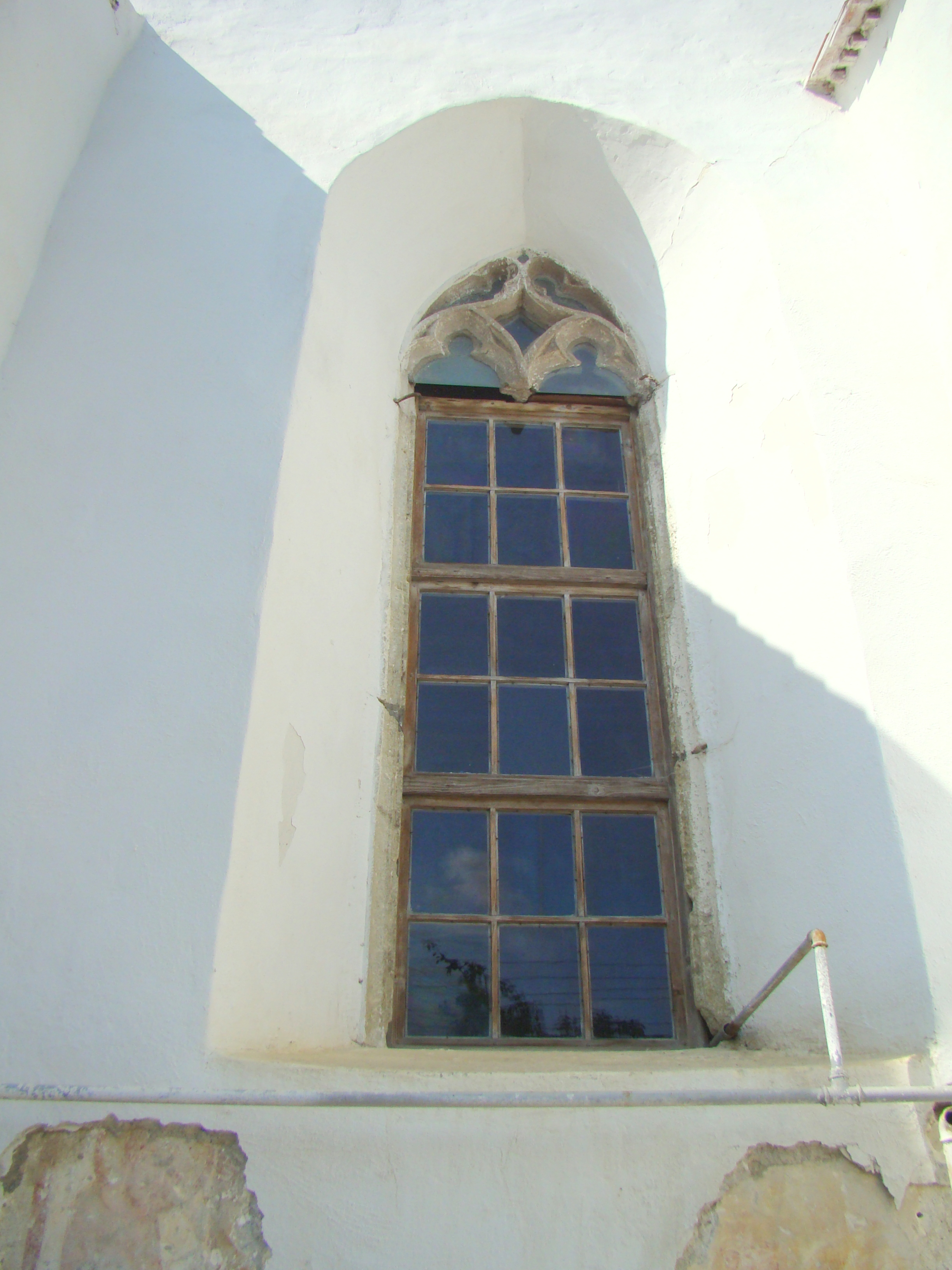
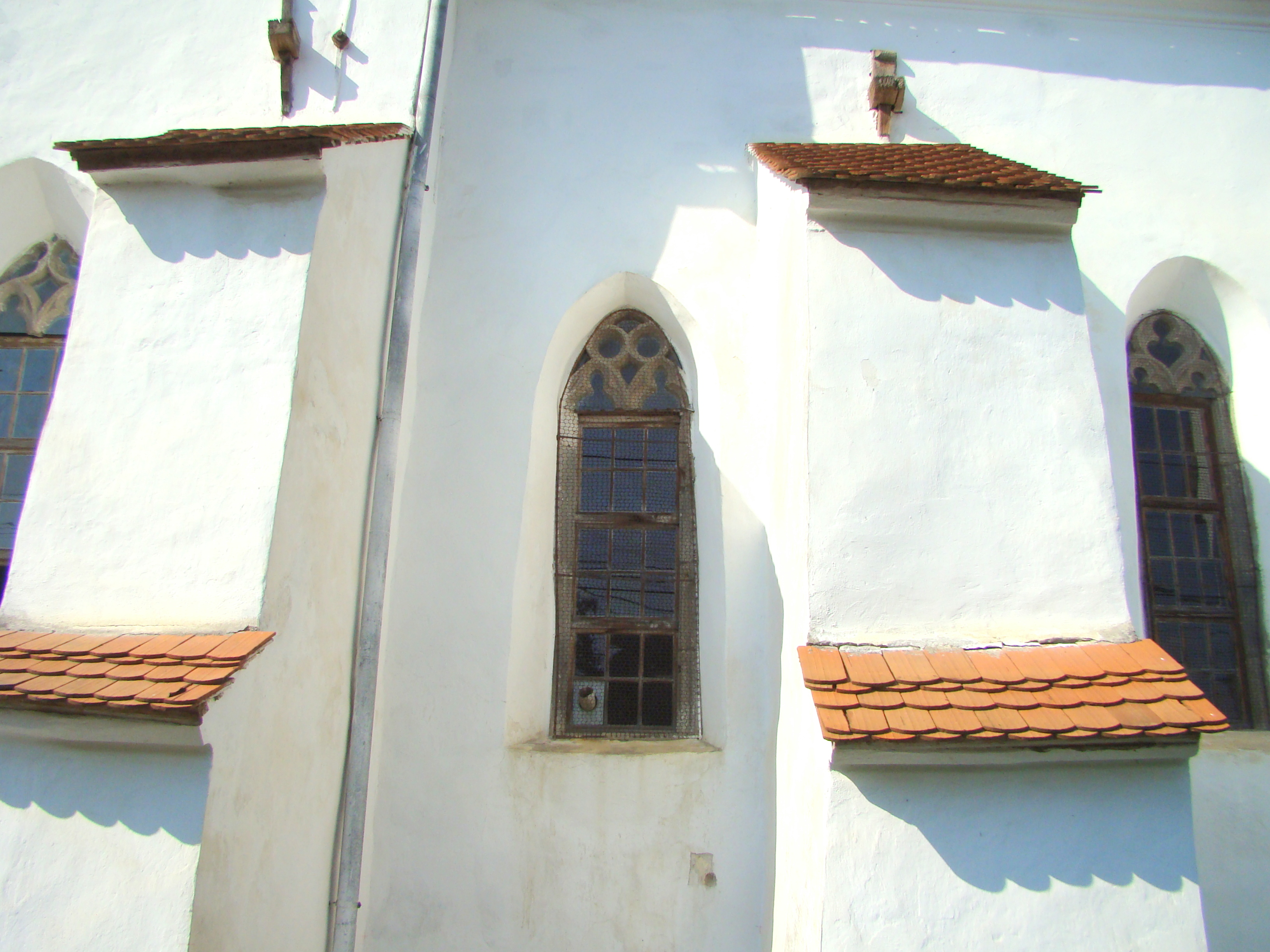
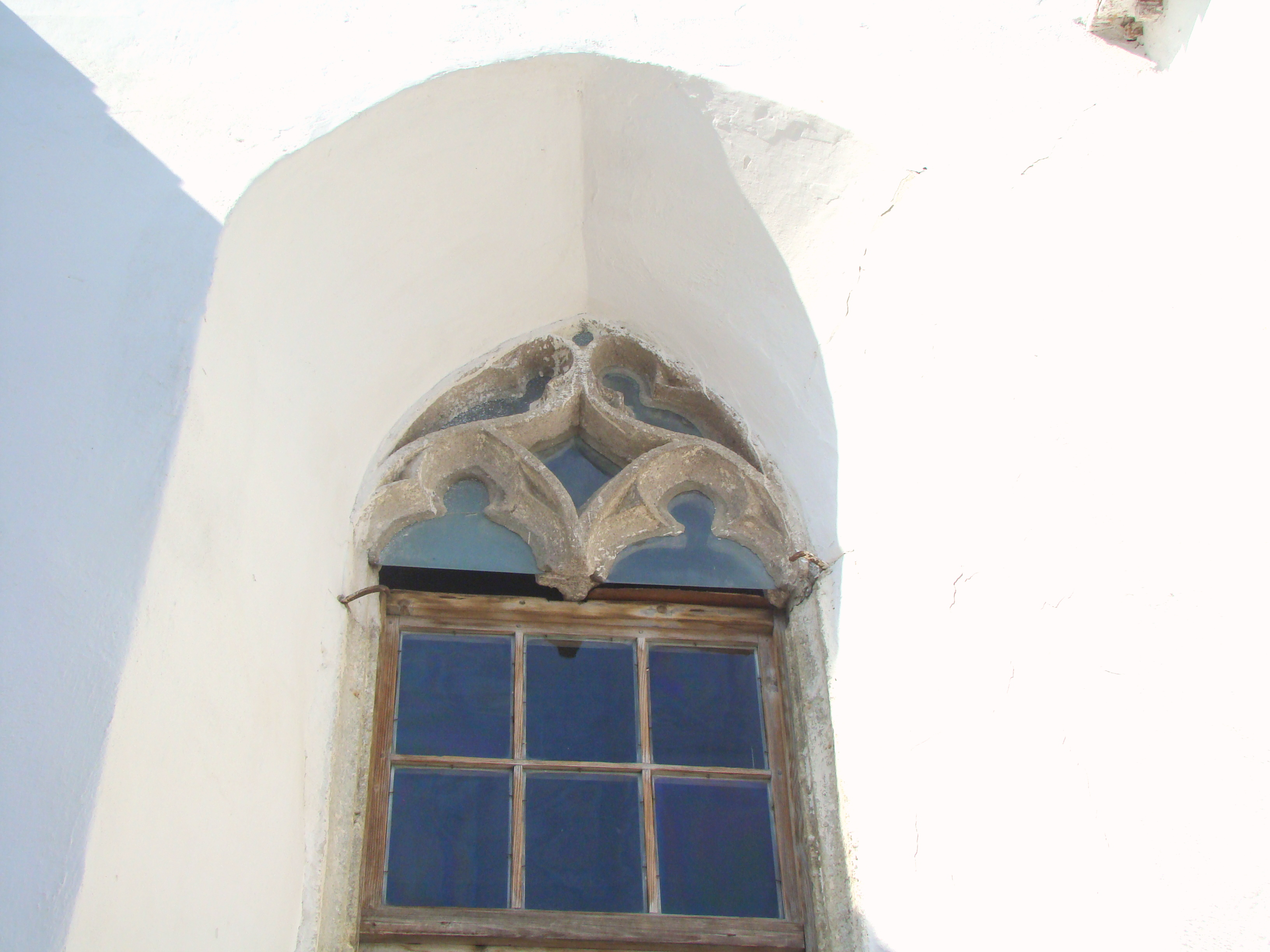
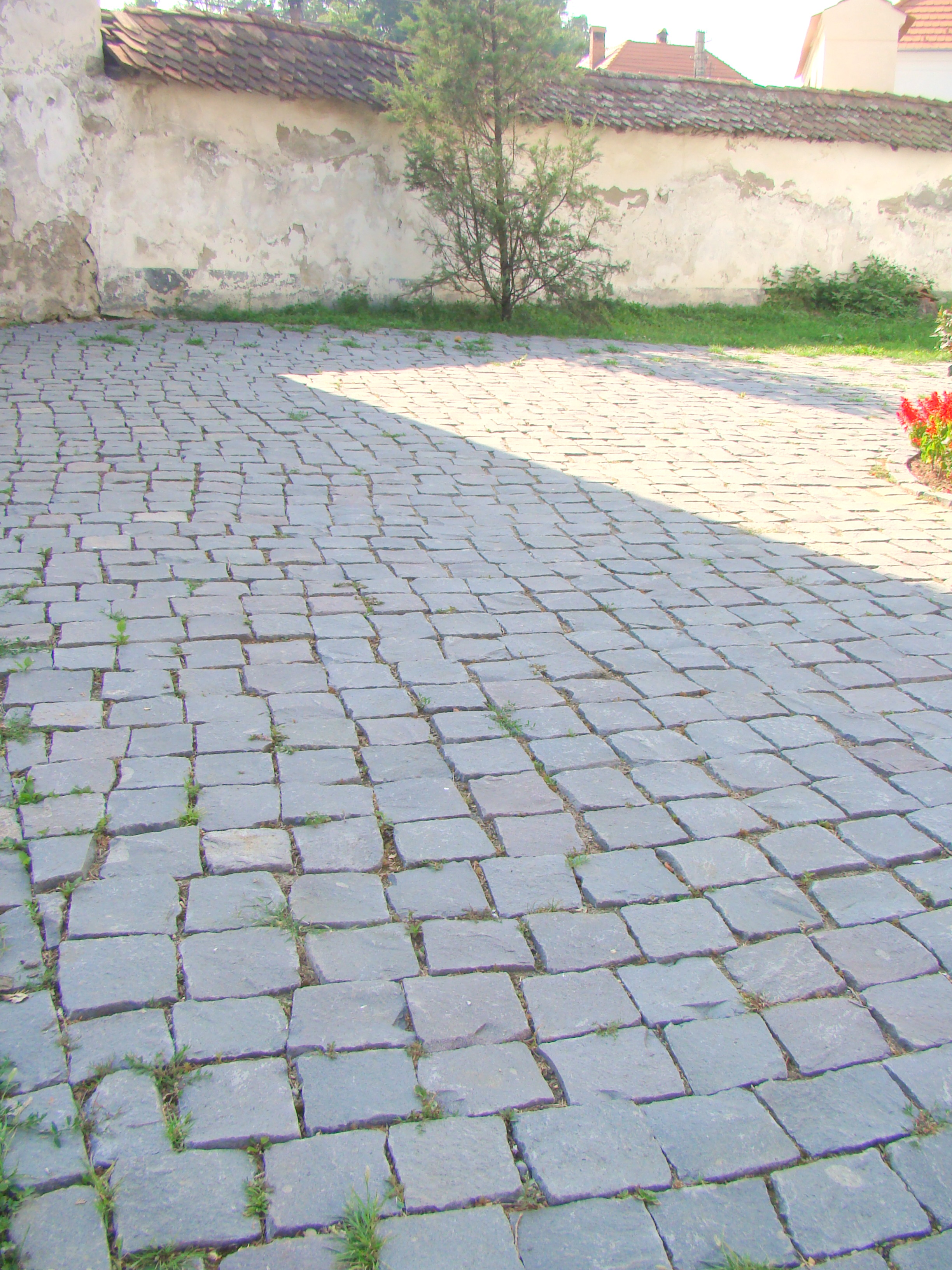
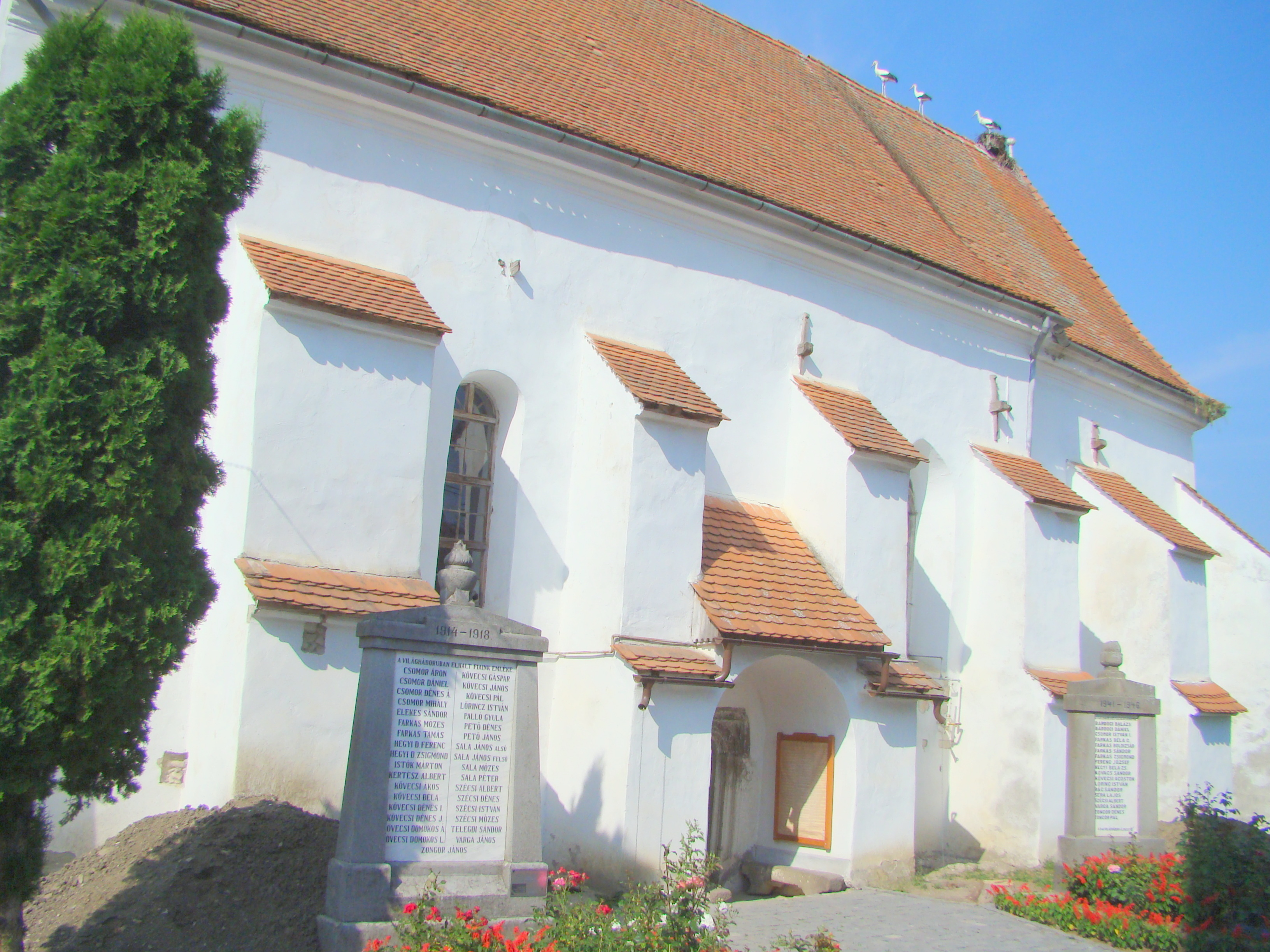
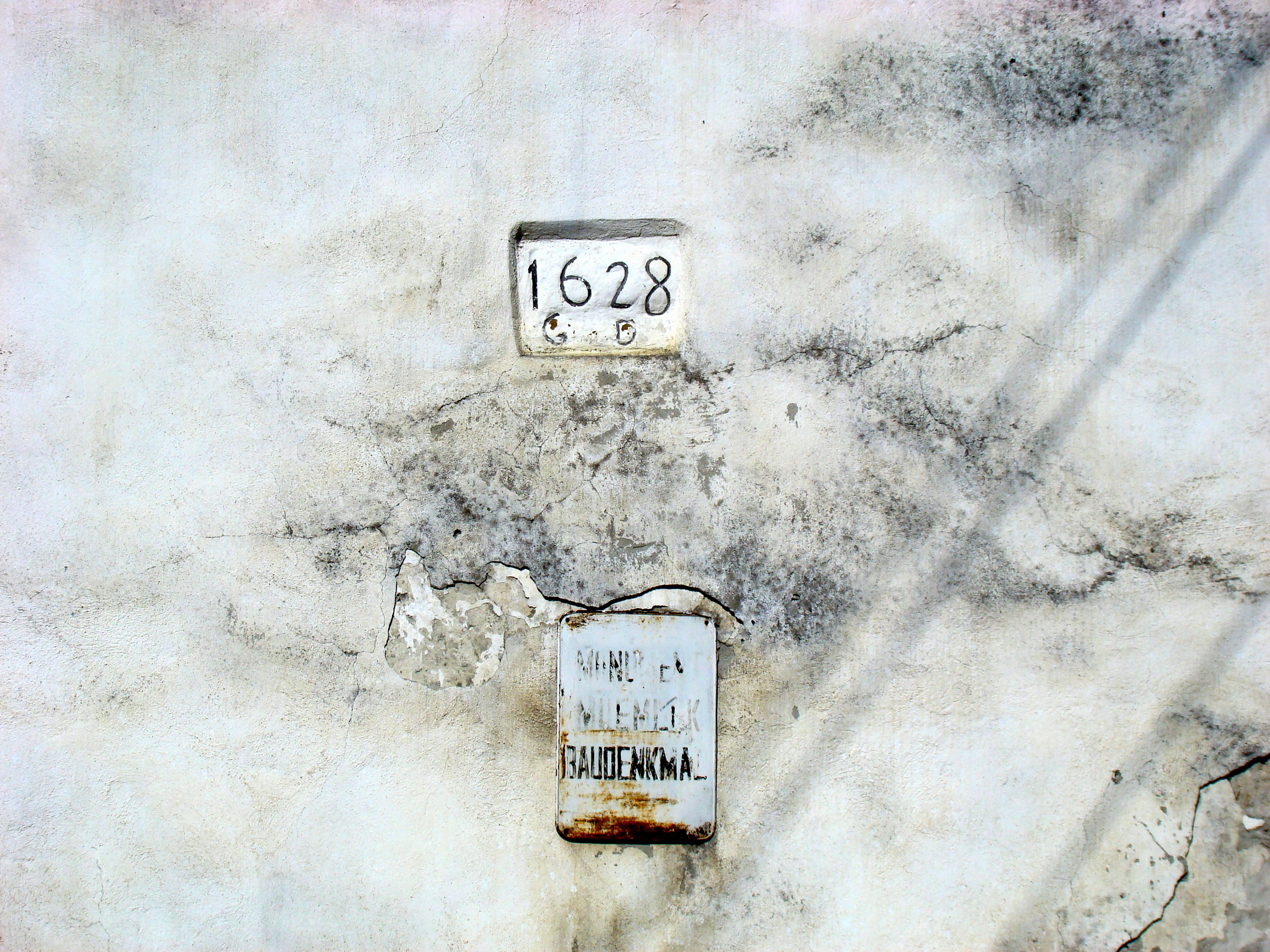
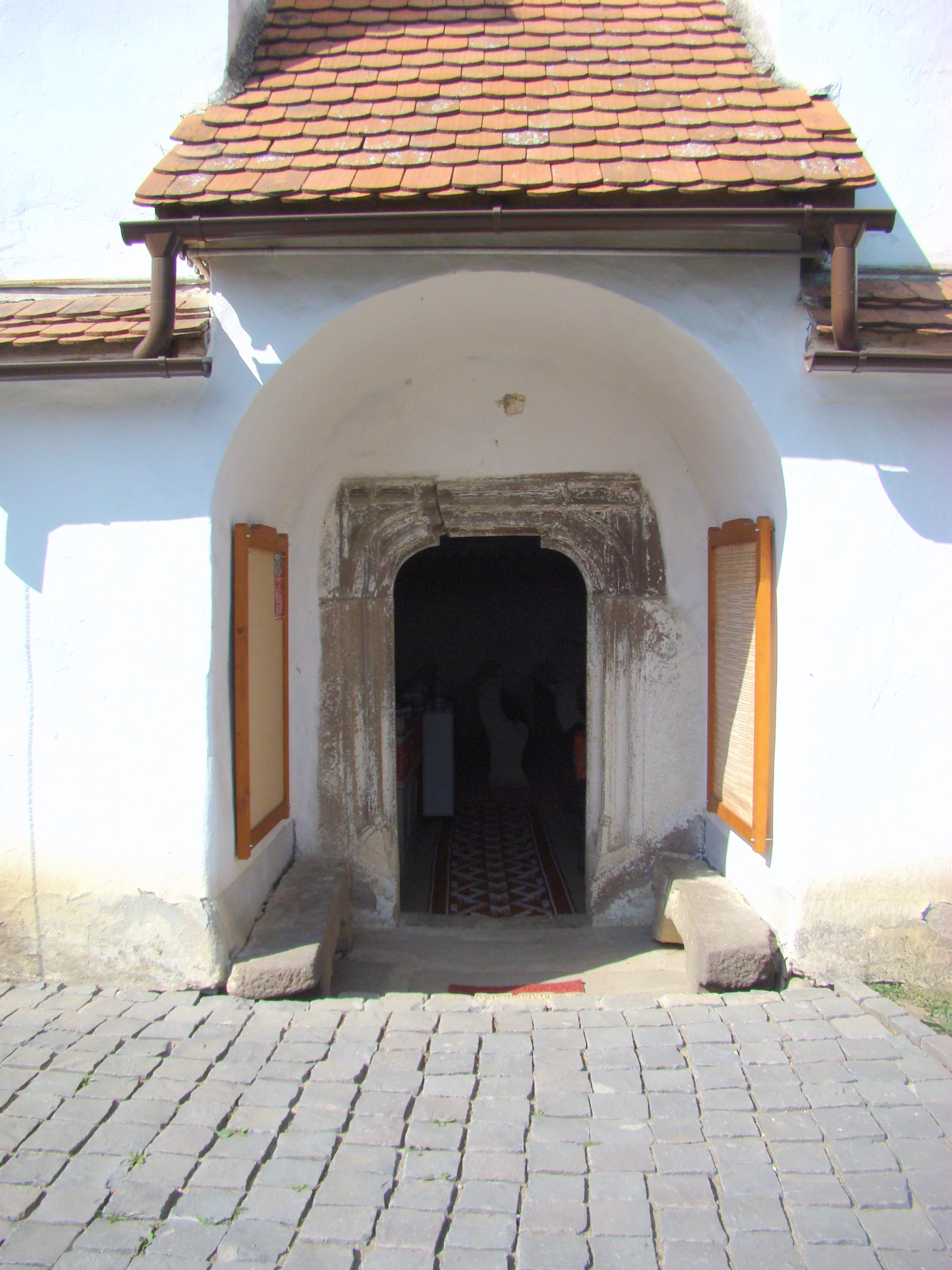
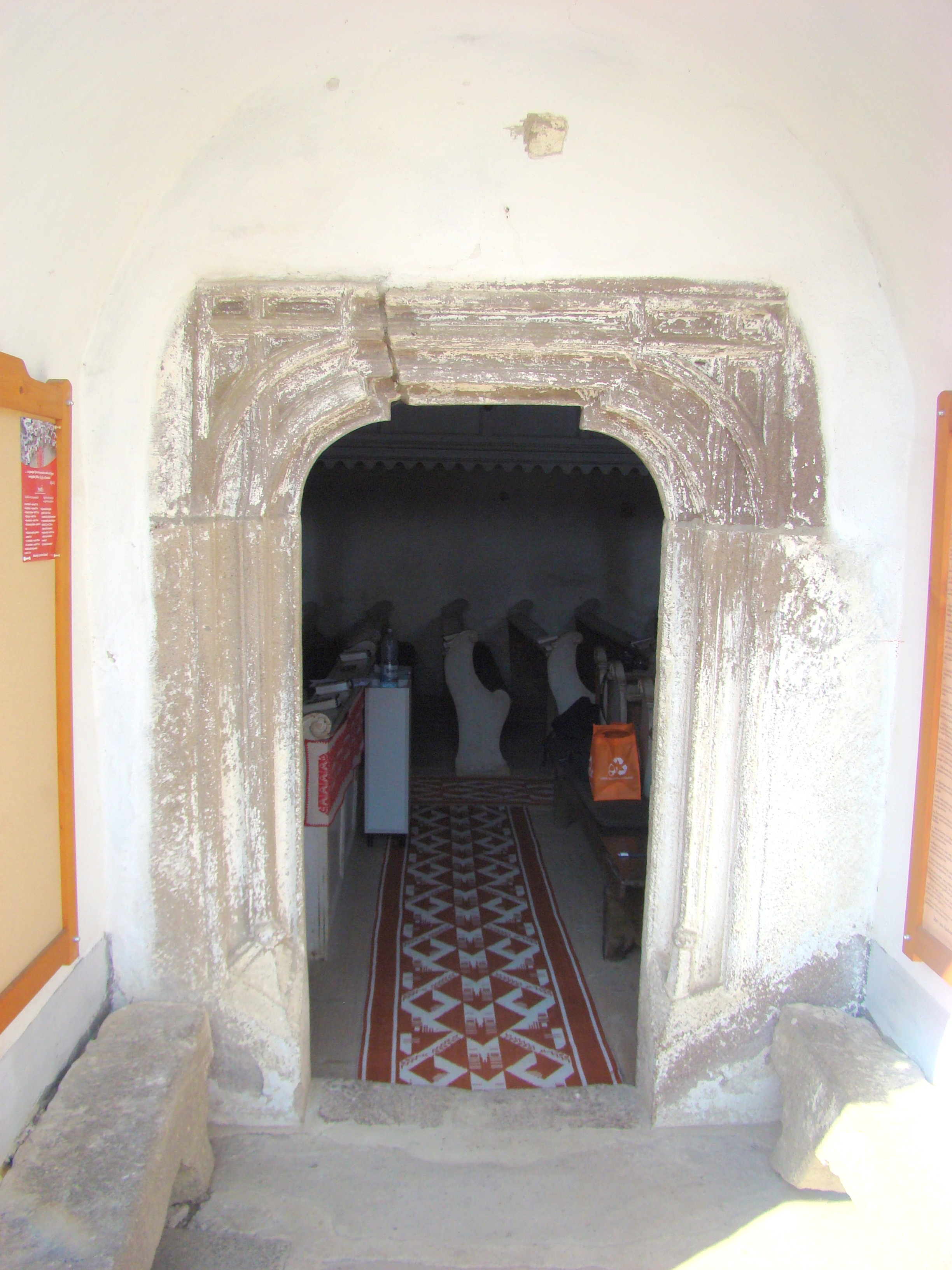
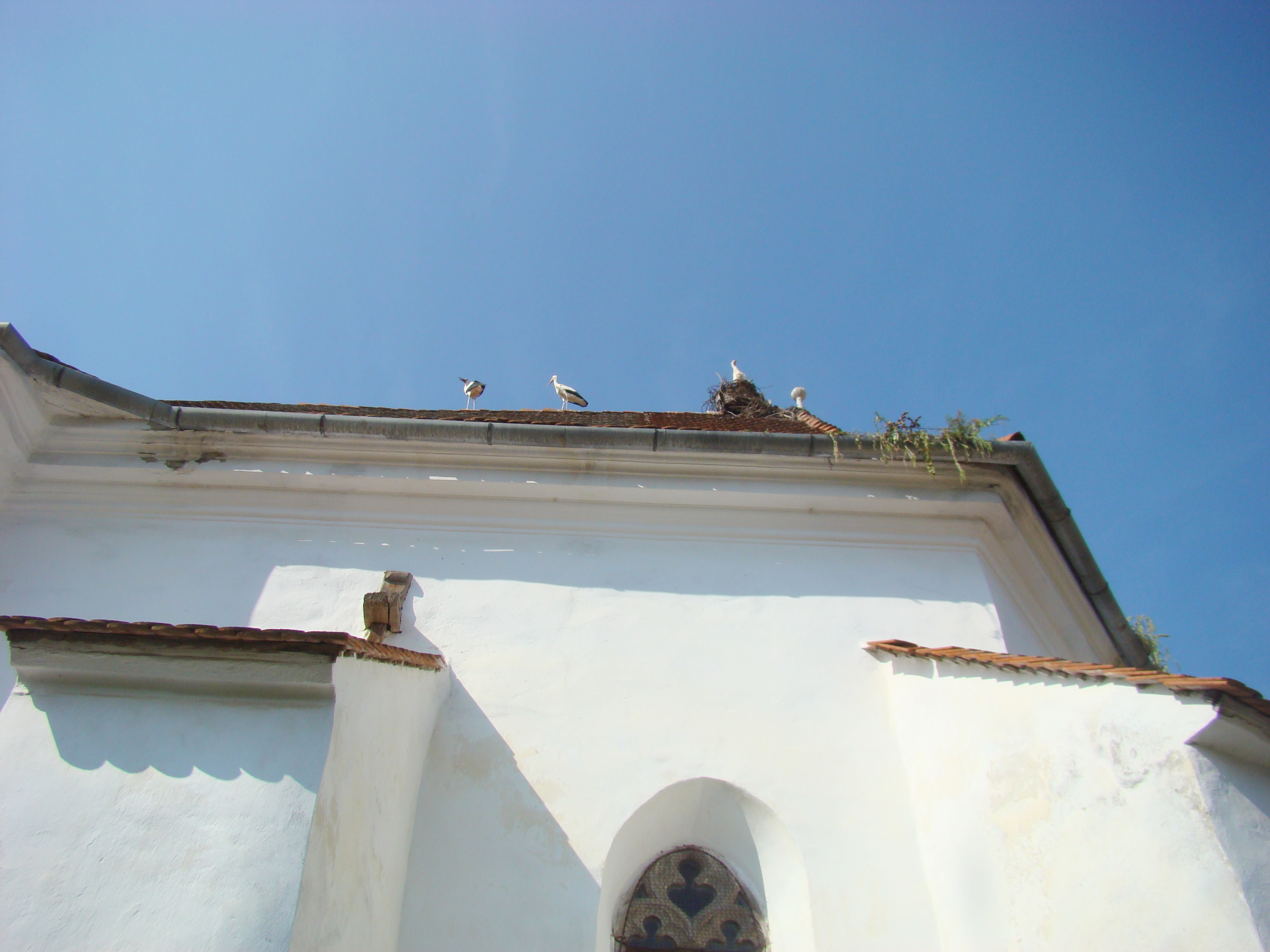
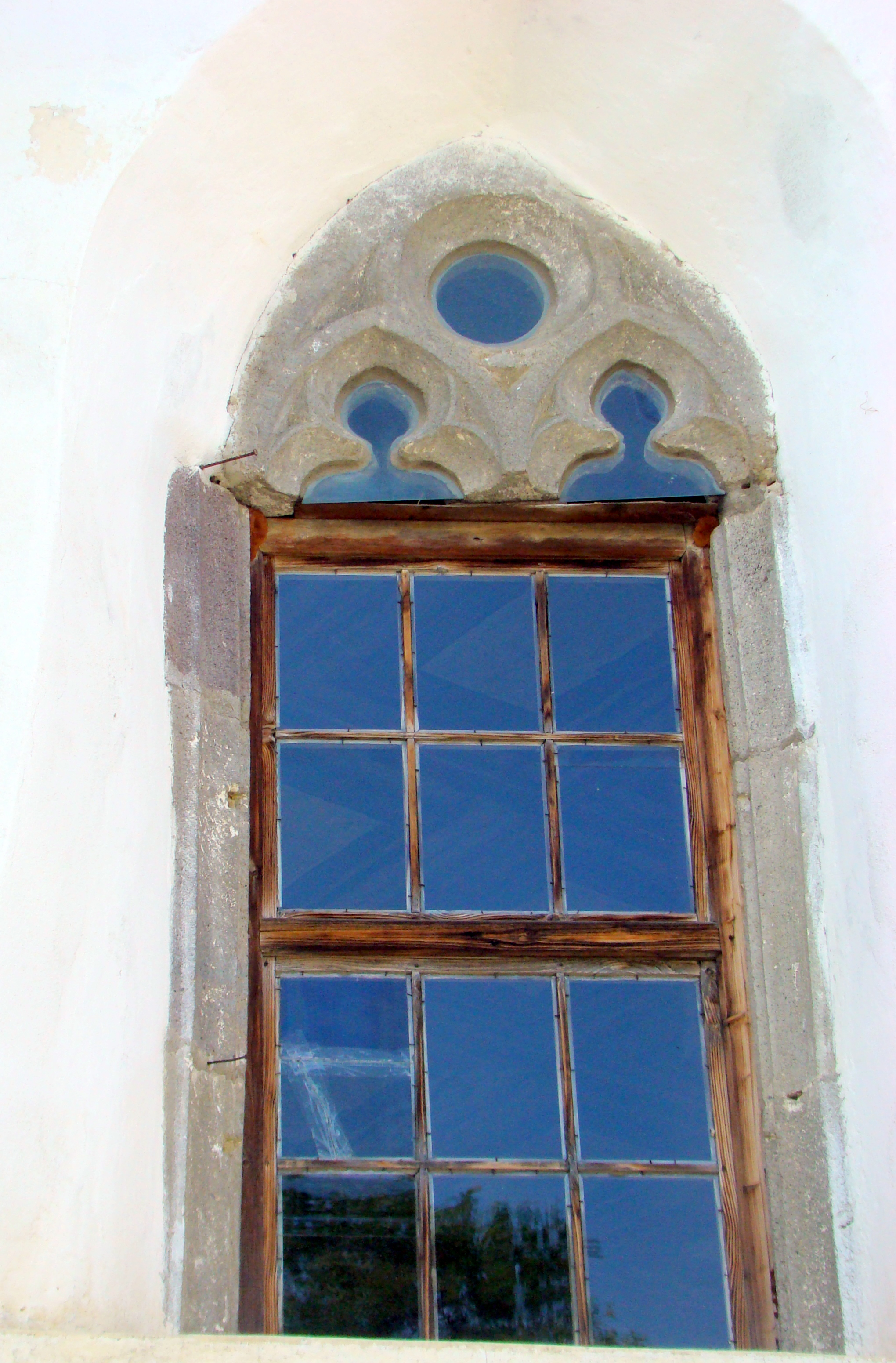
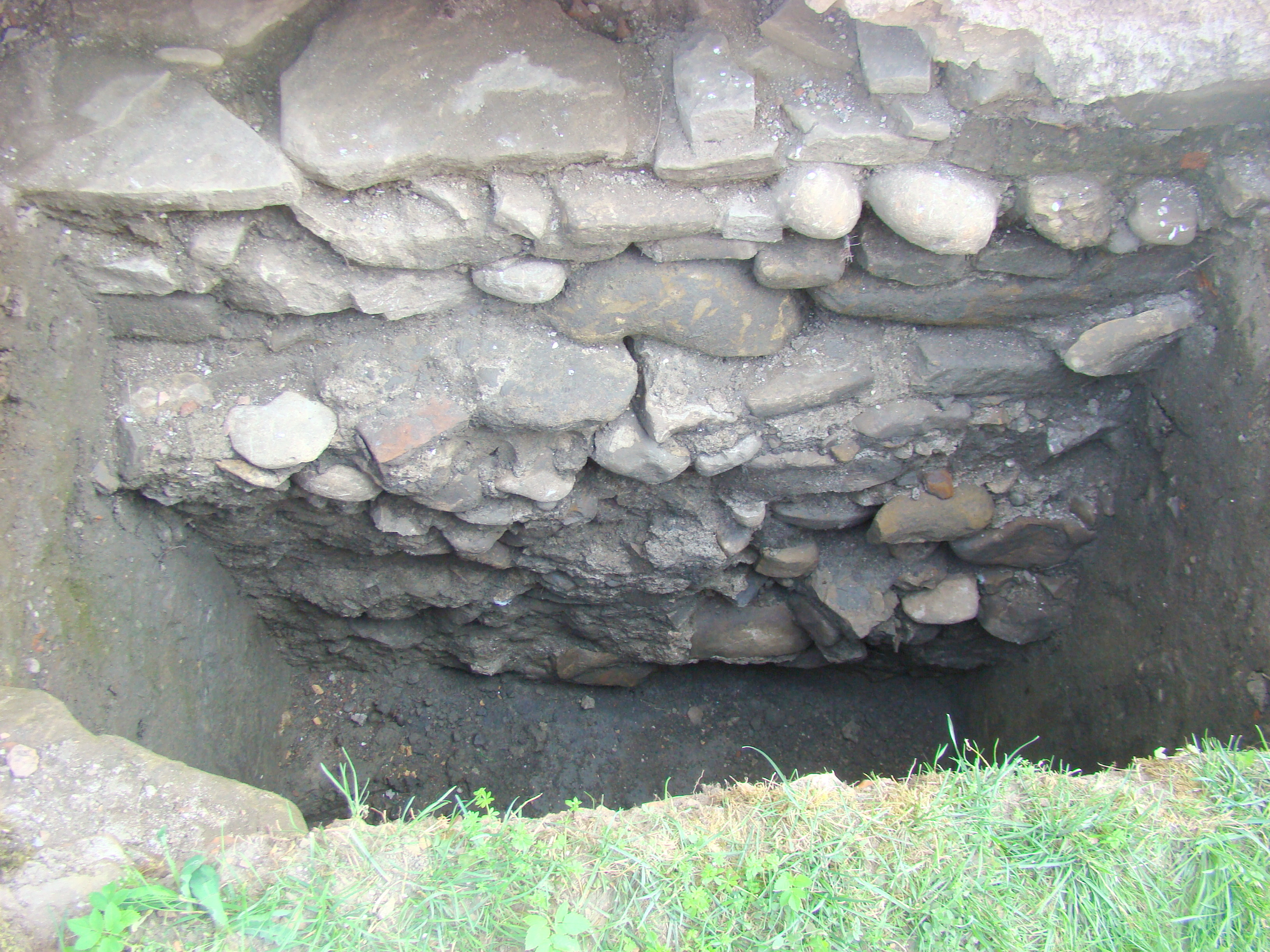
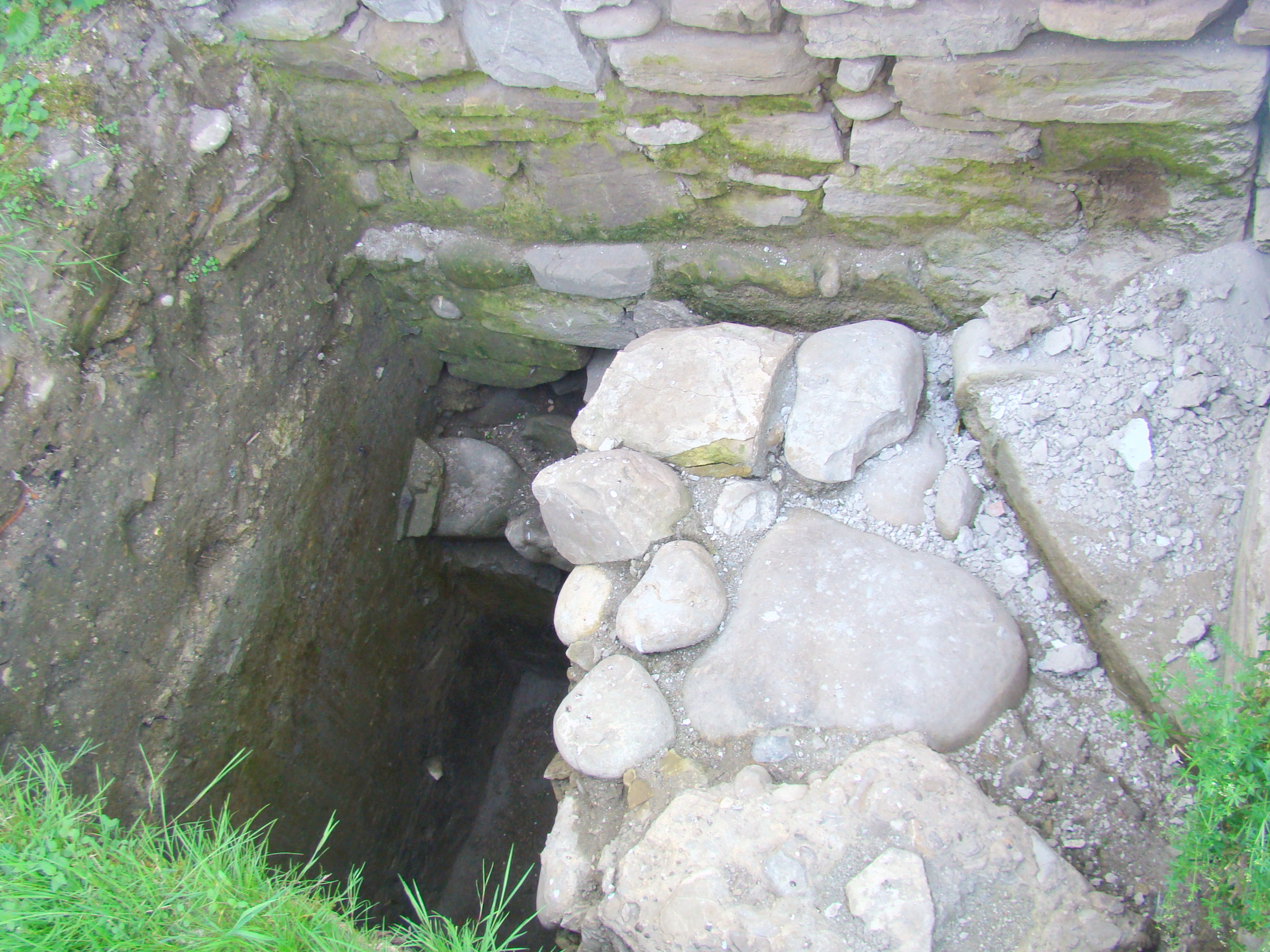
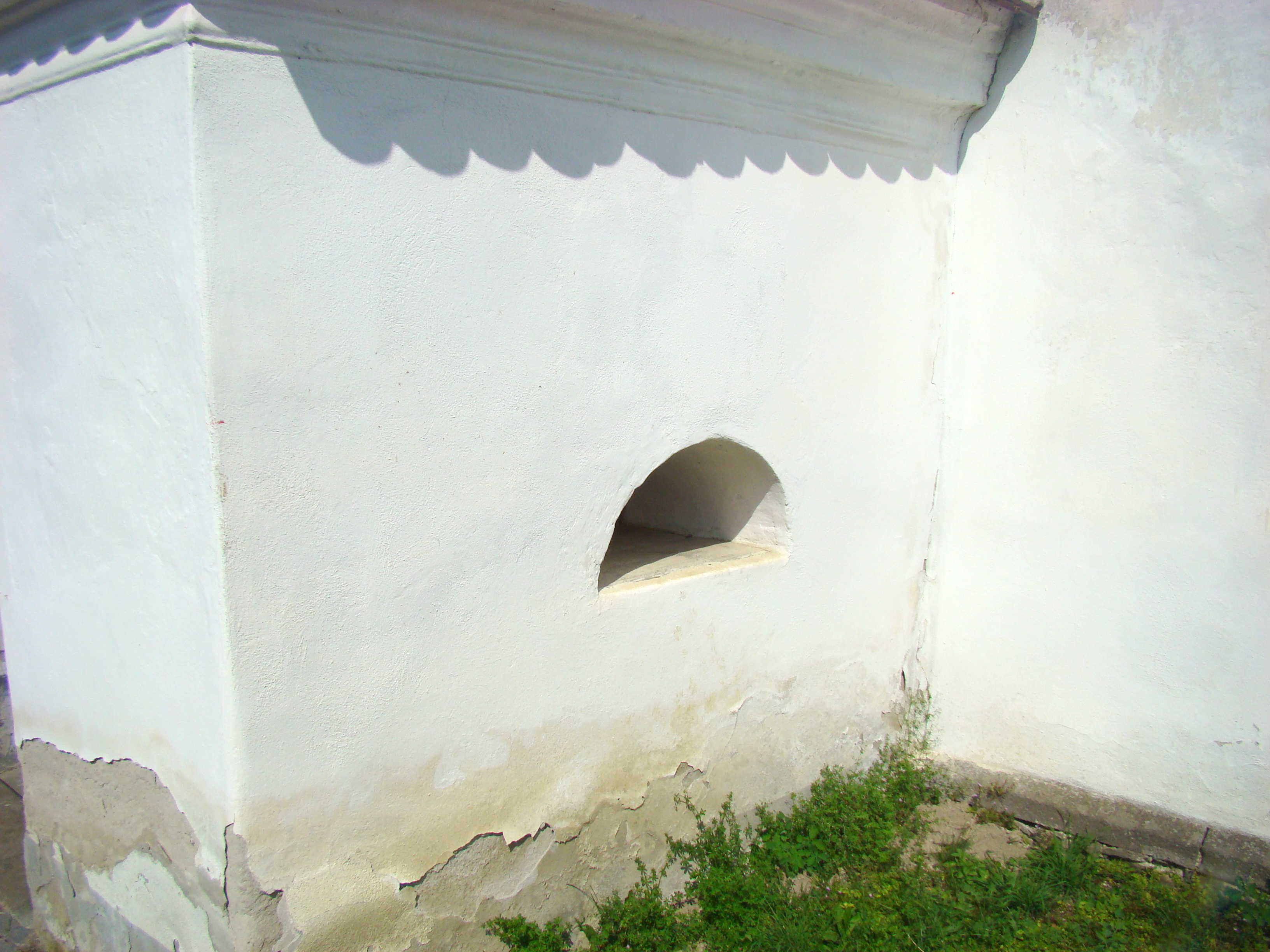
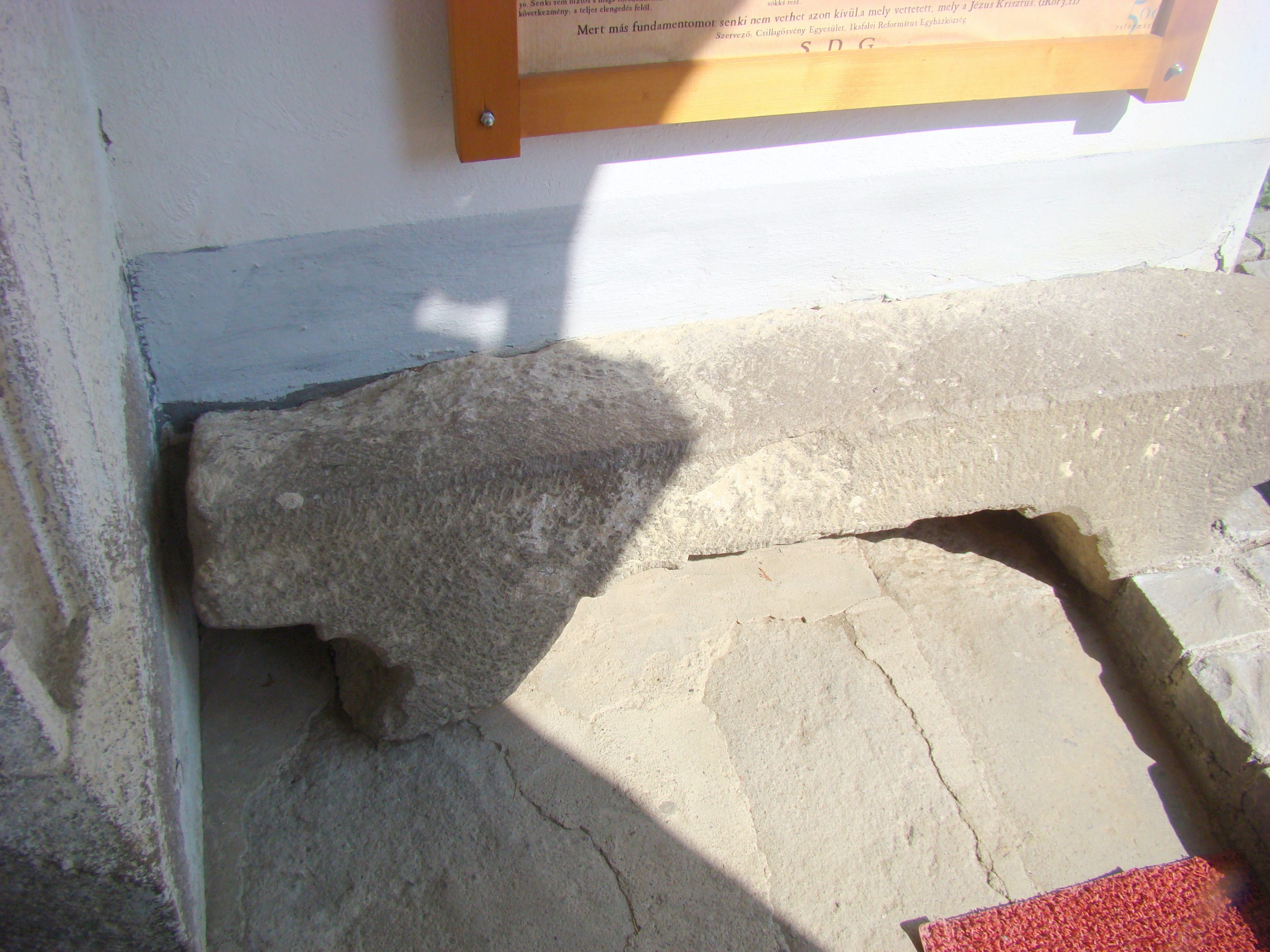
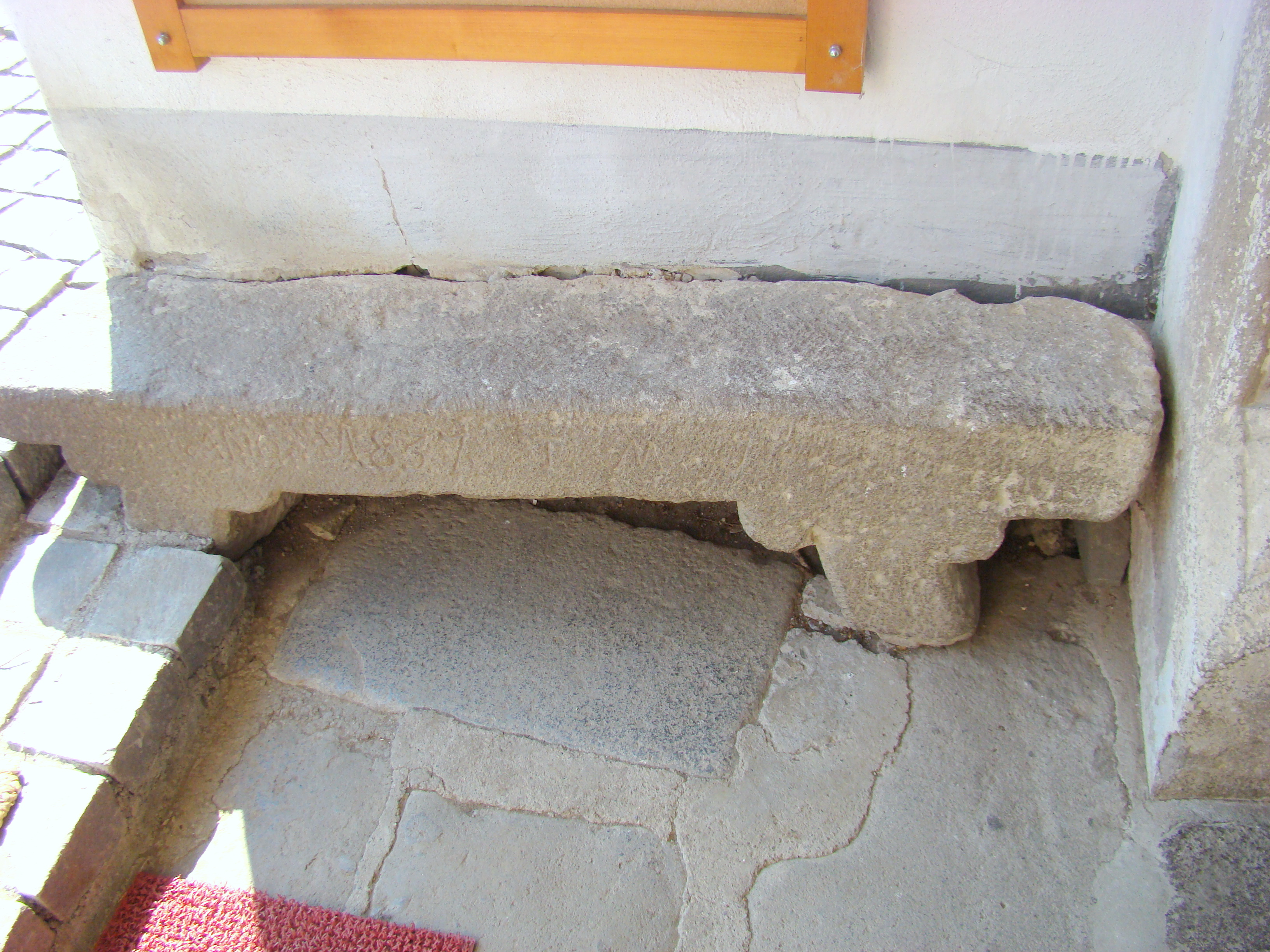
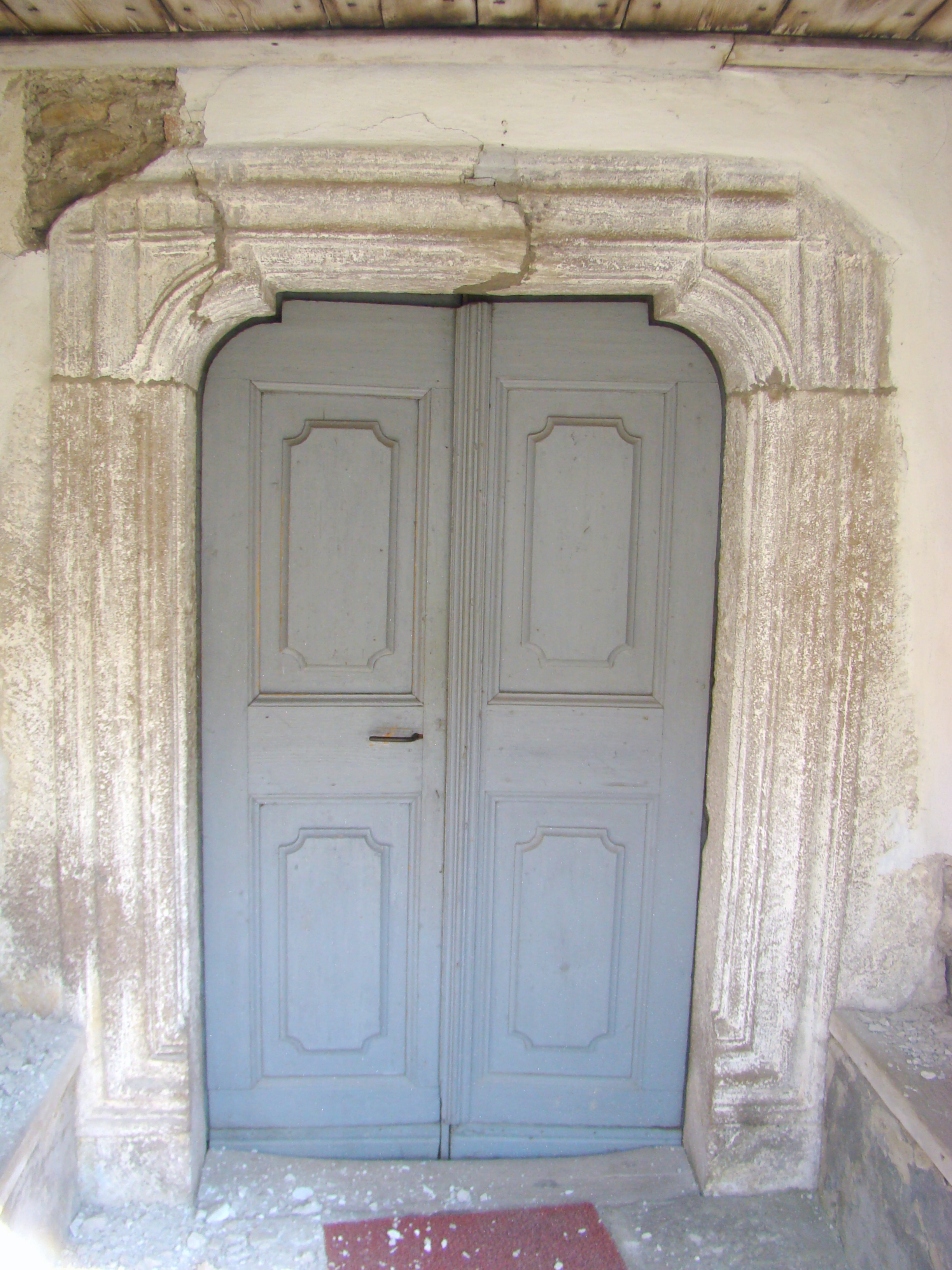
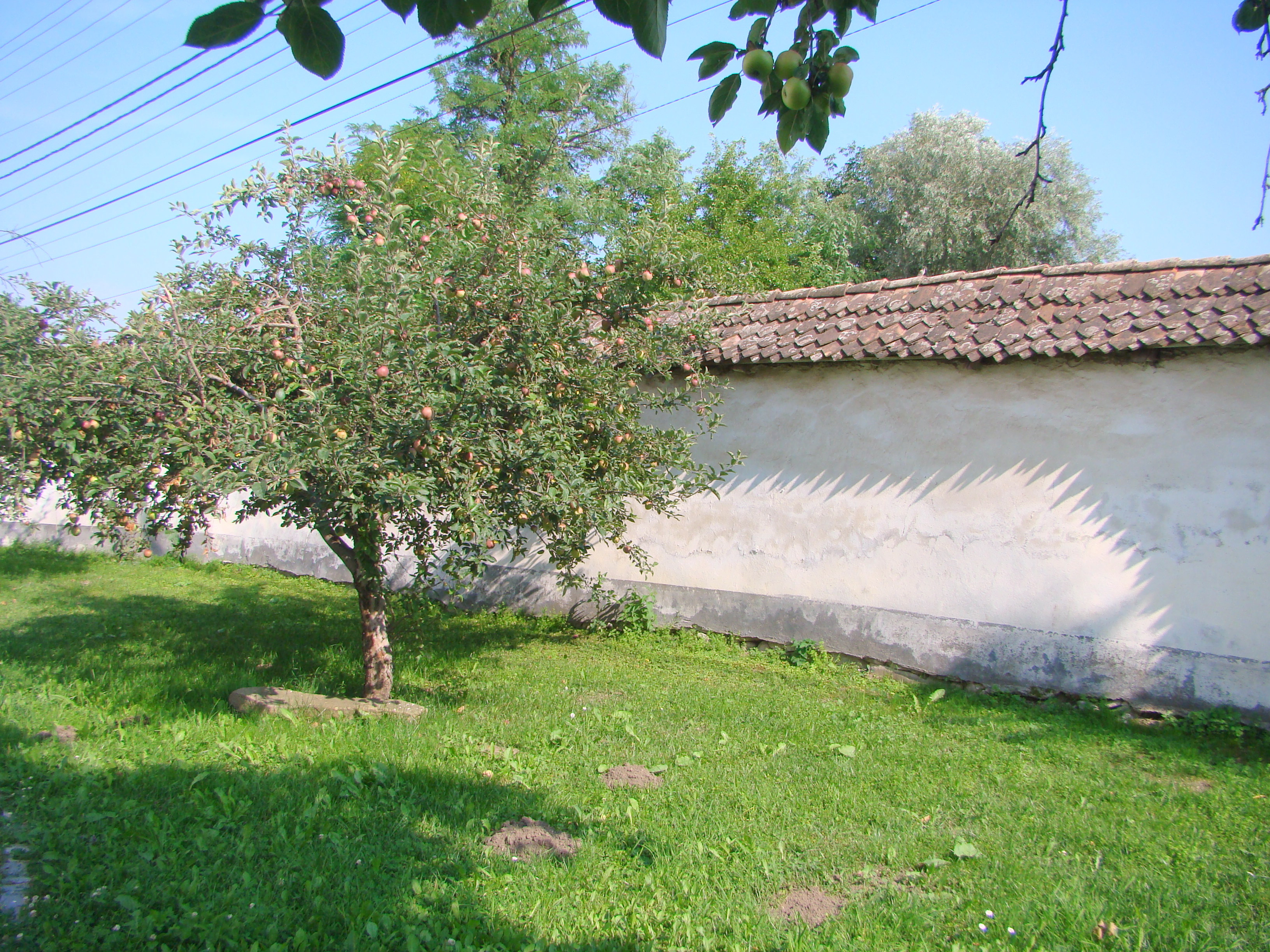

## Vezi și
- Lutița, Harghita

## Imagini din interior

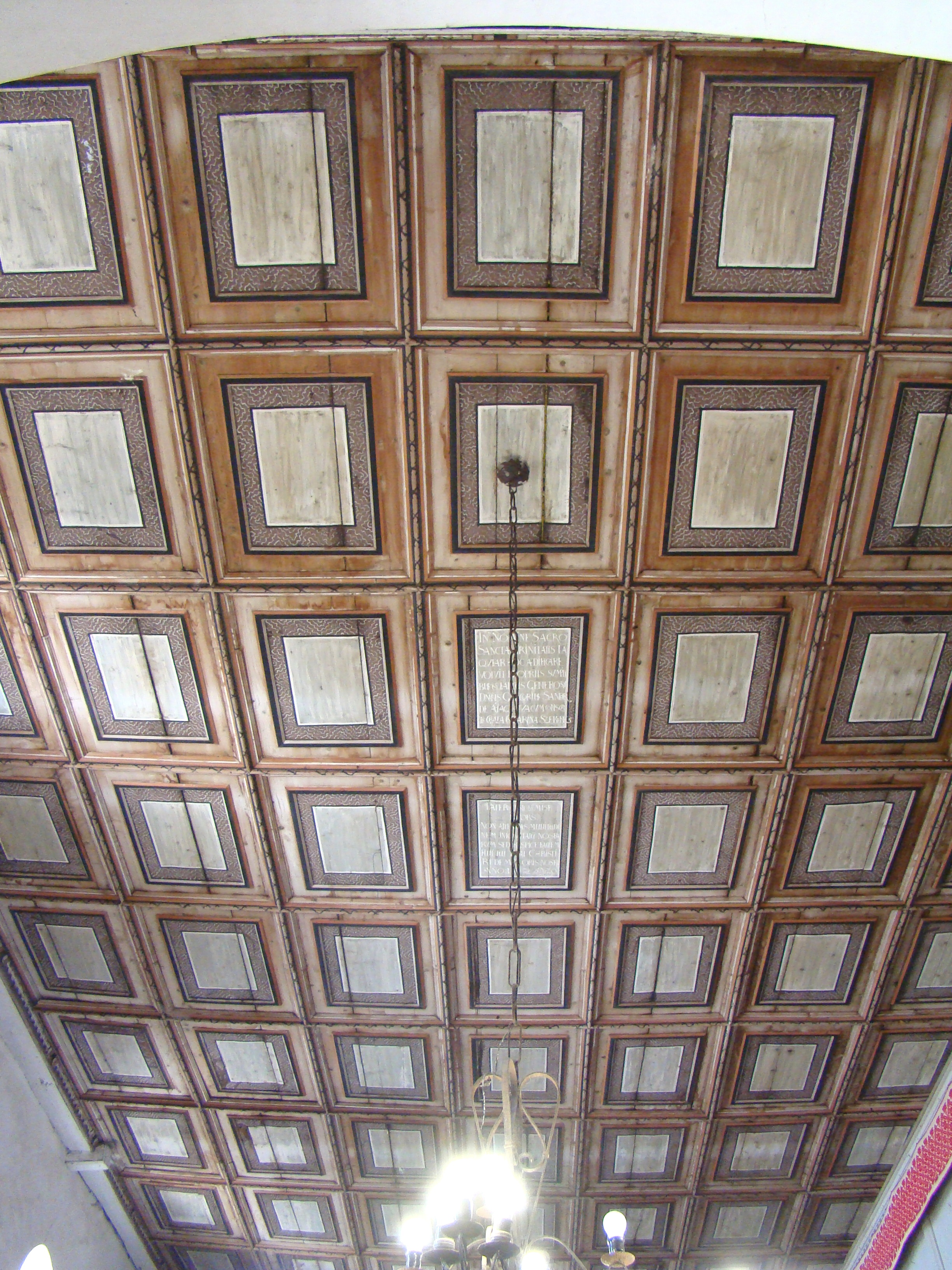
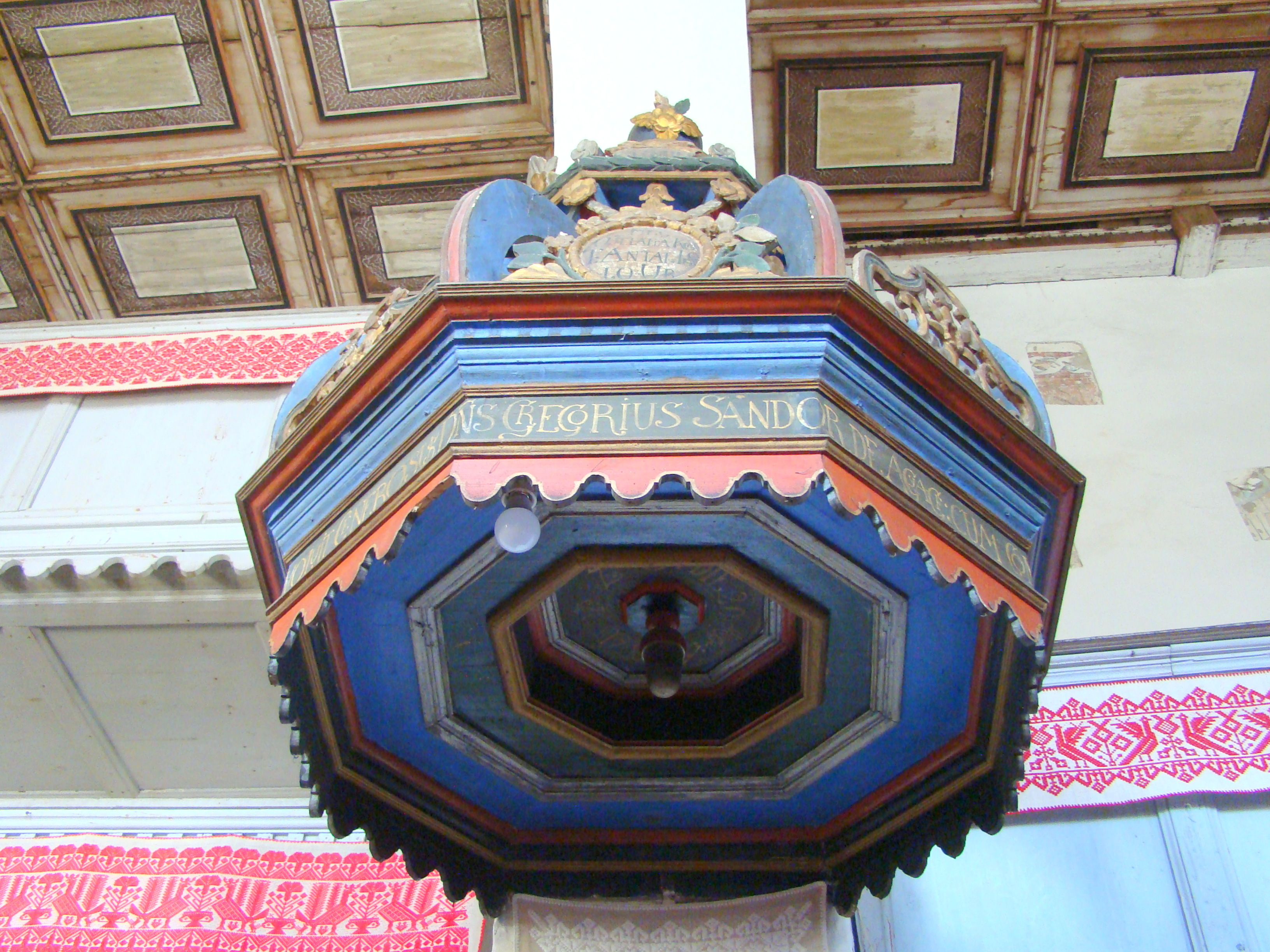
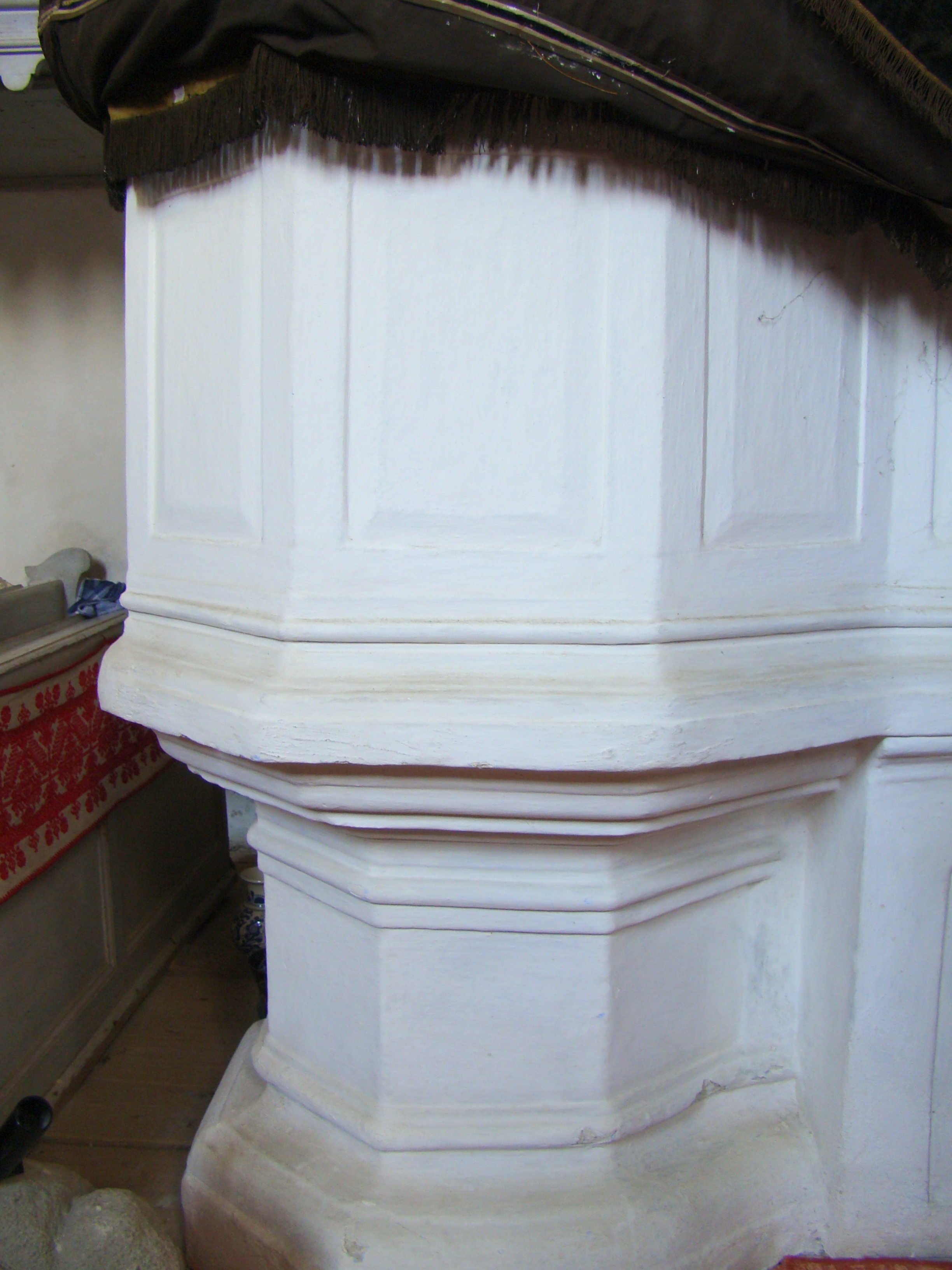
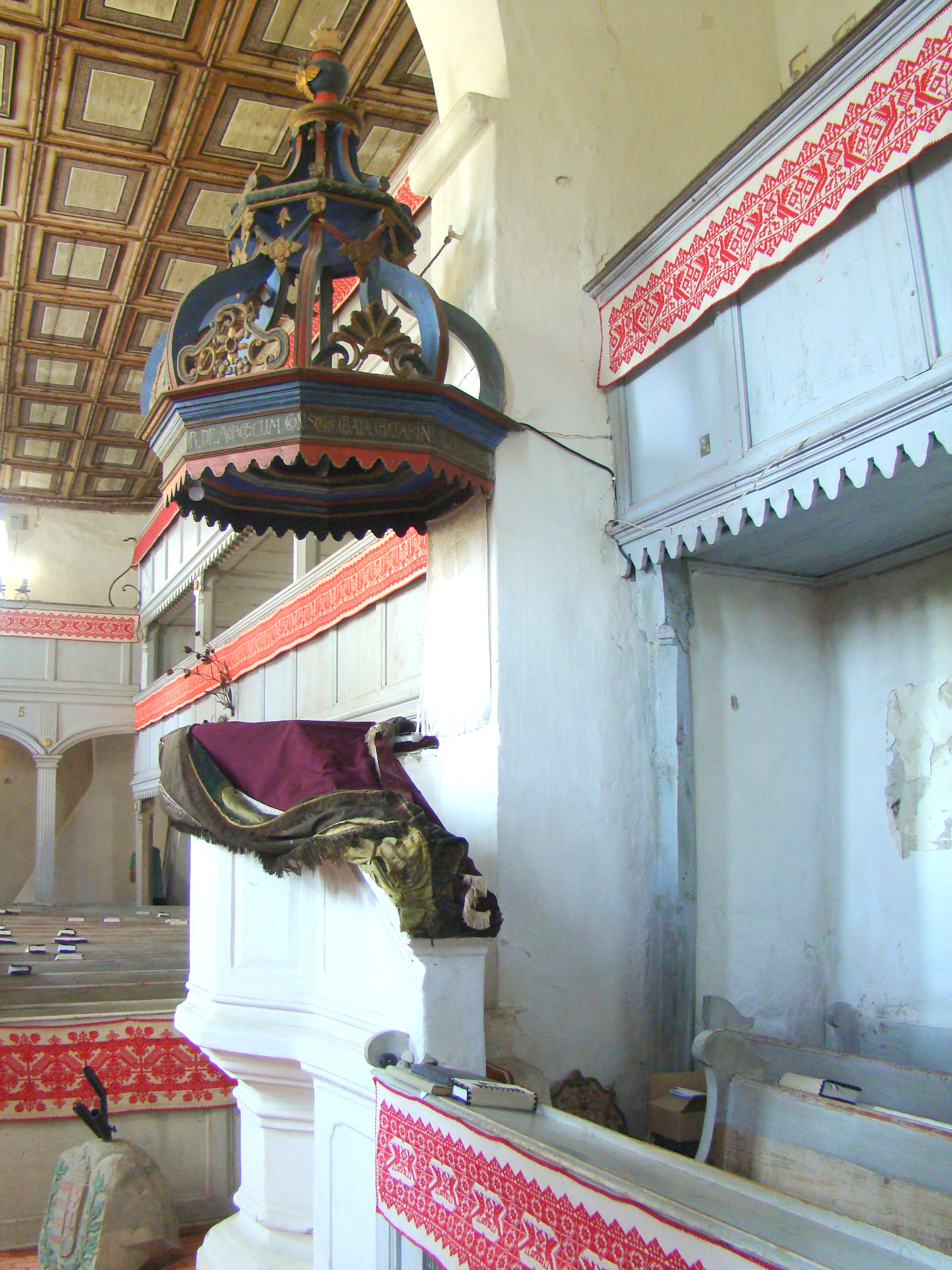
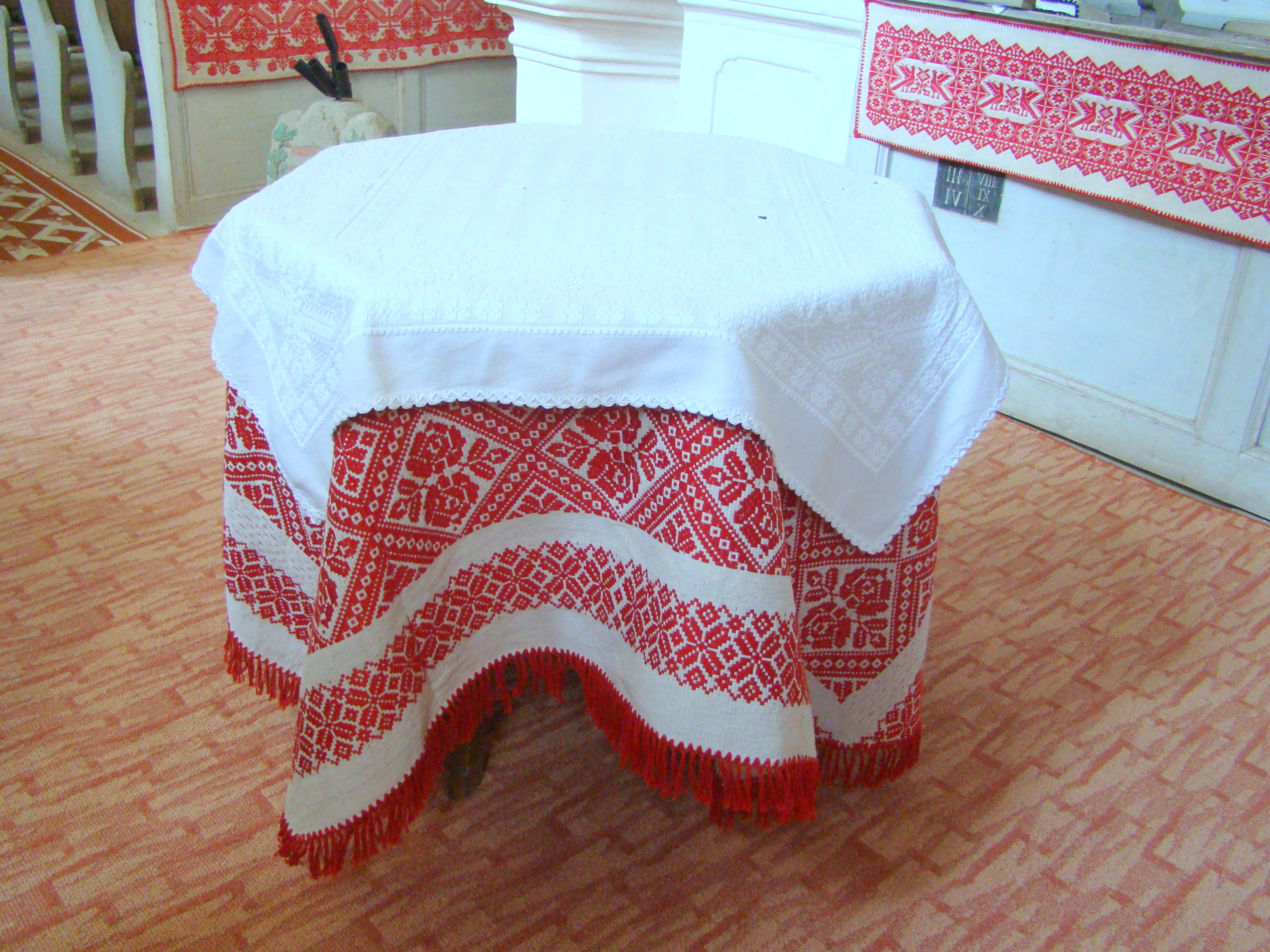
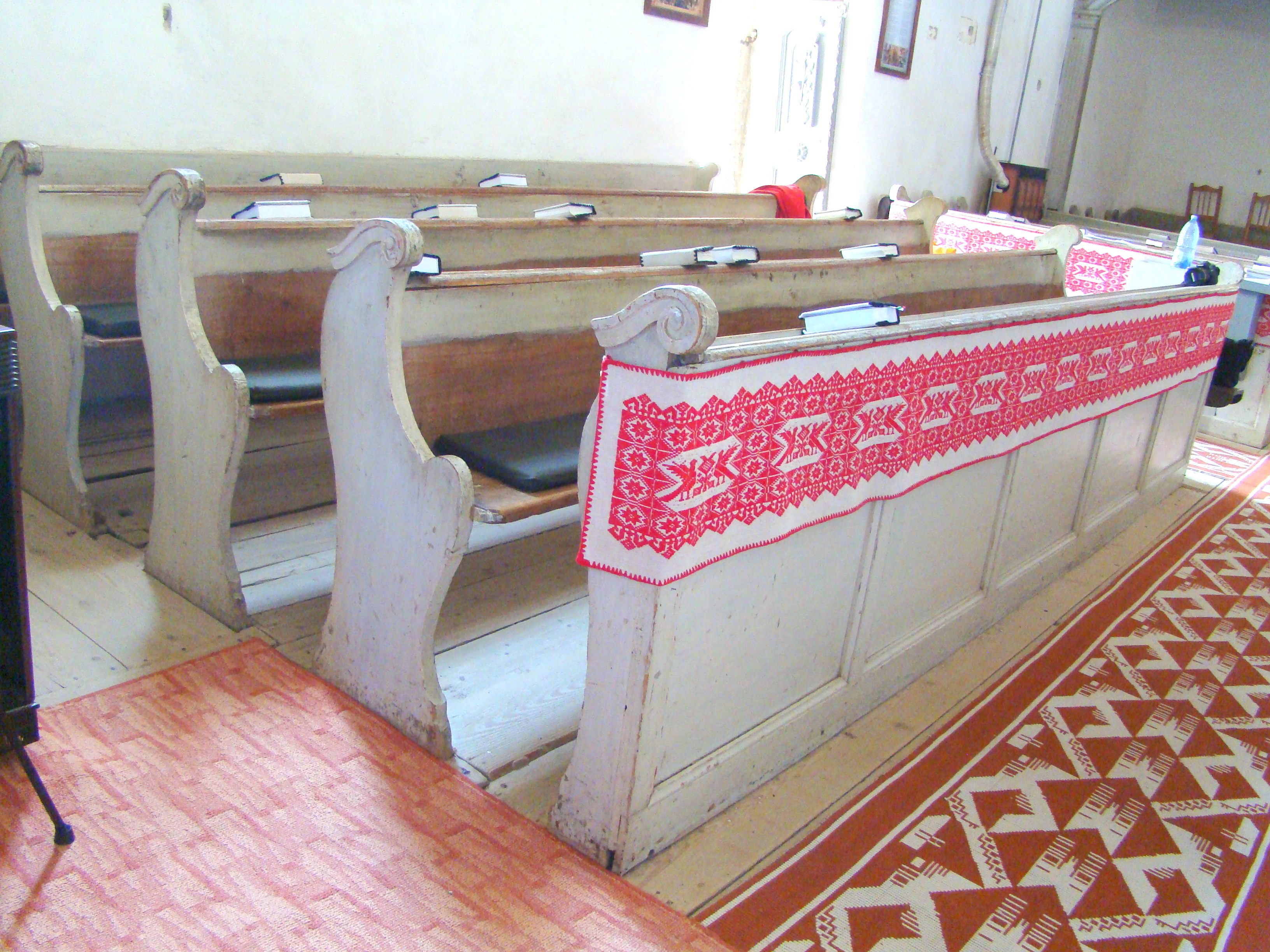
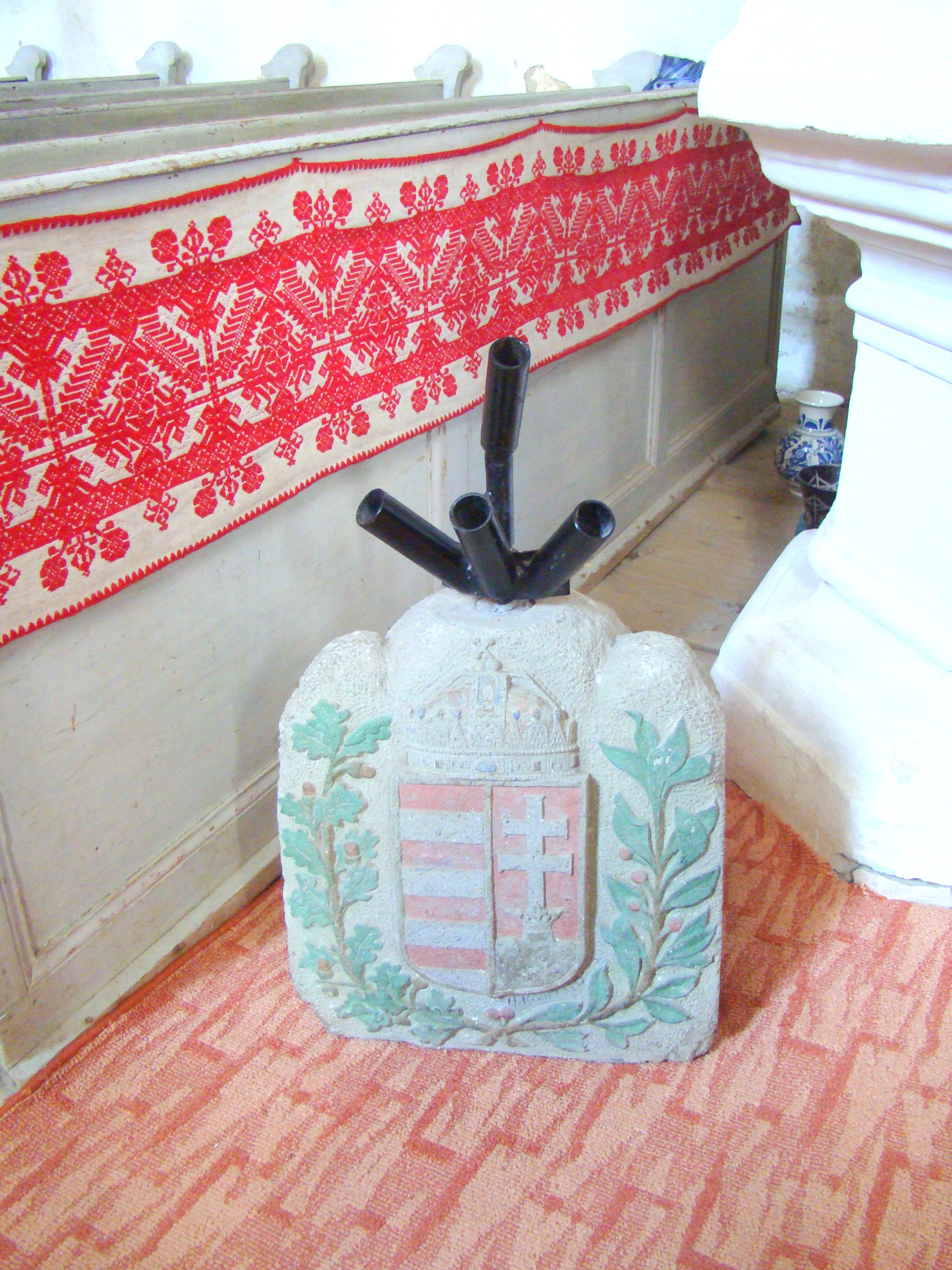
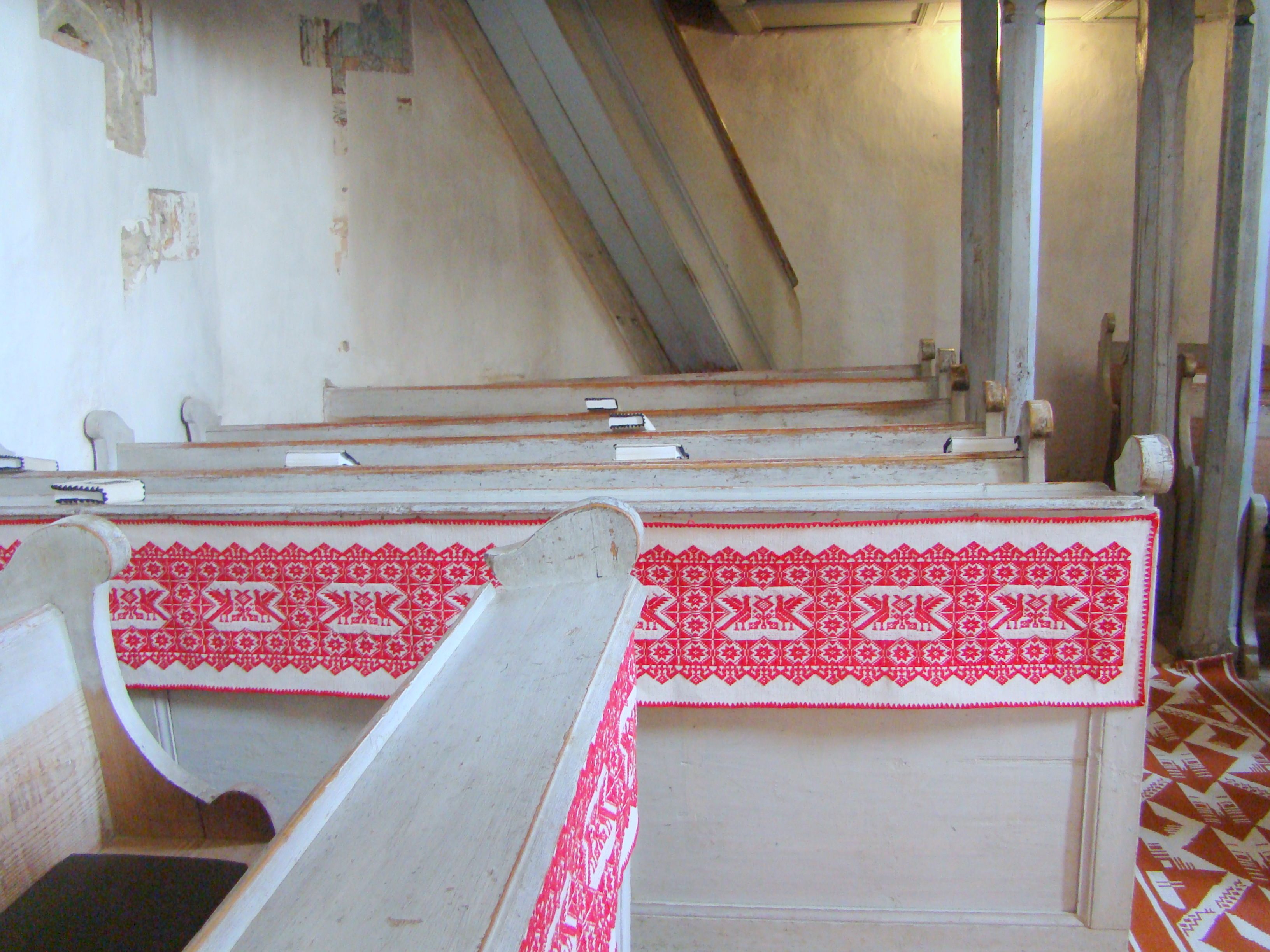
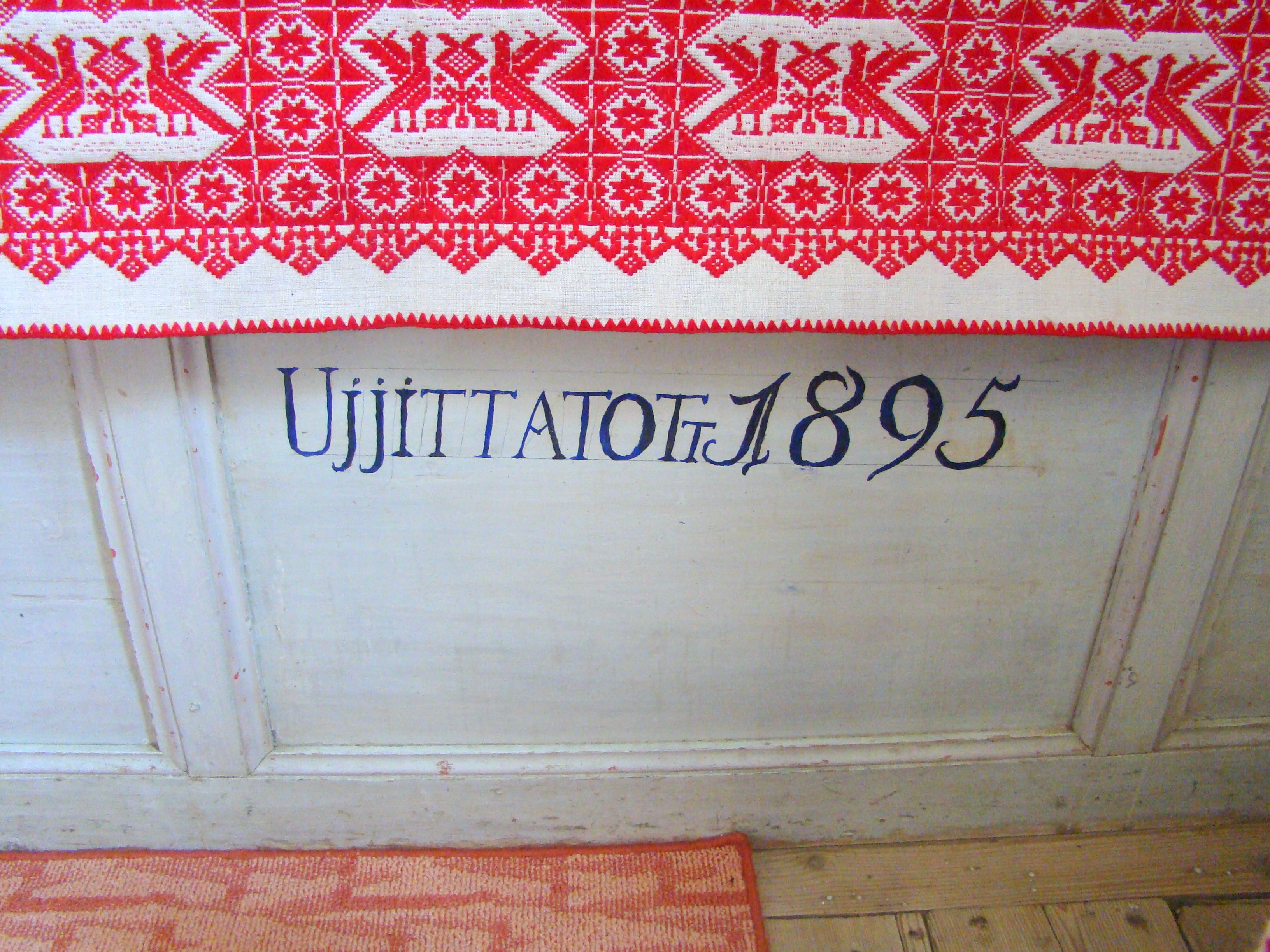
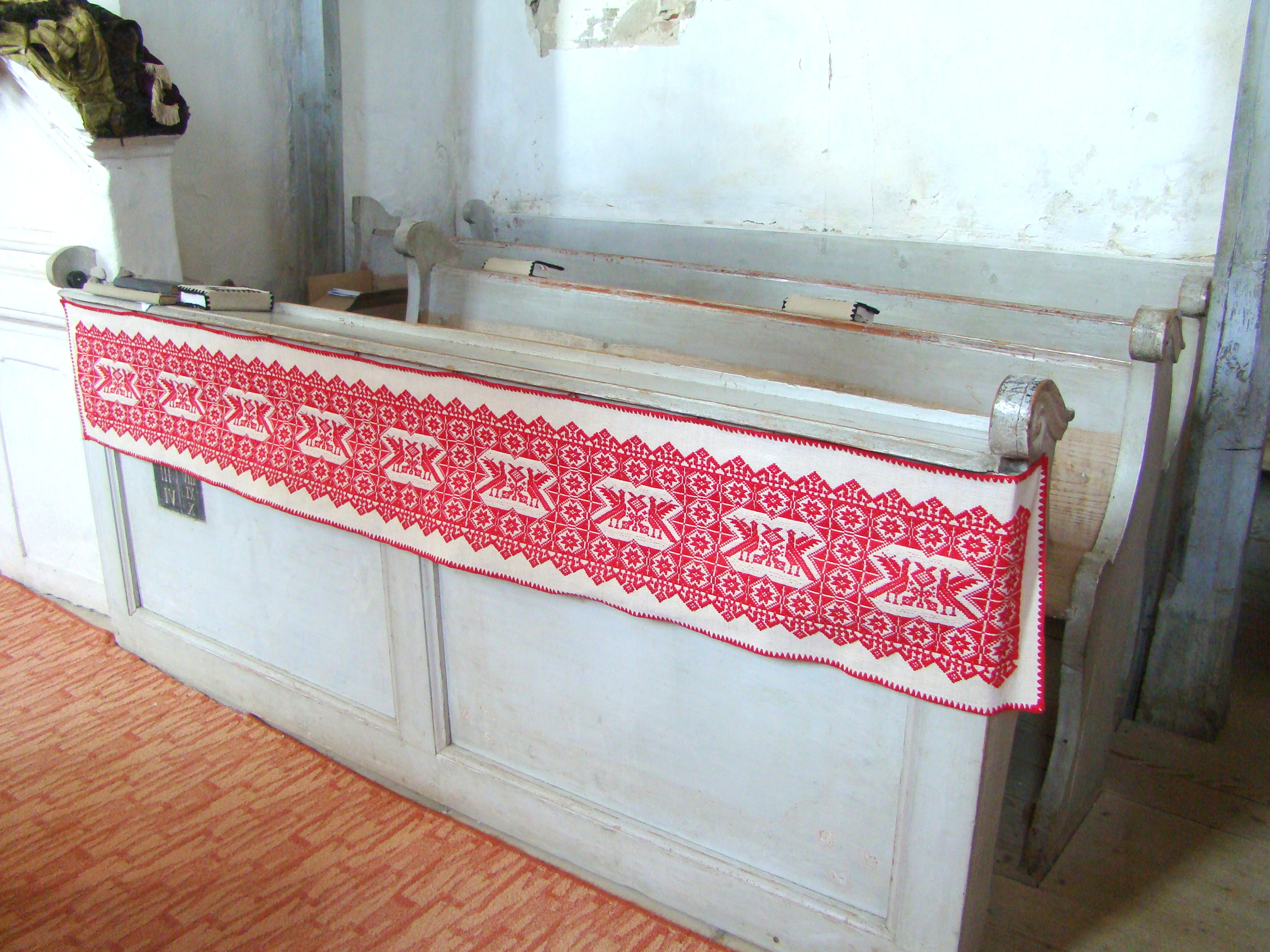
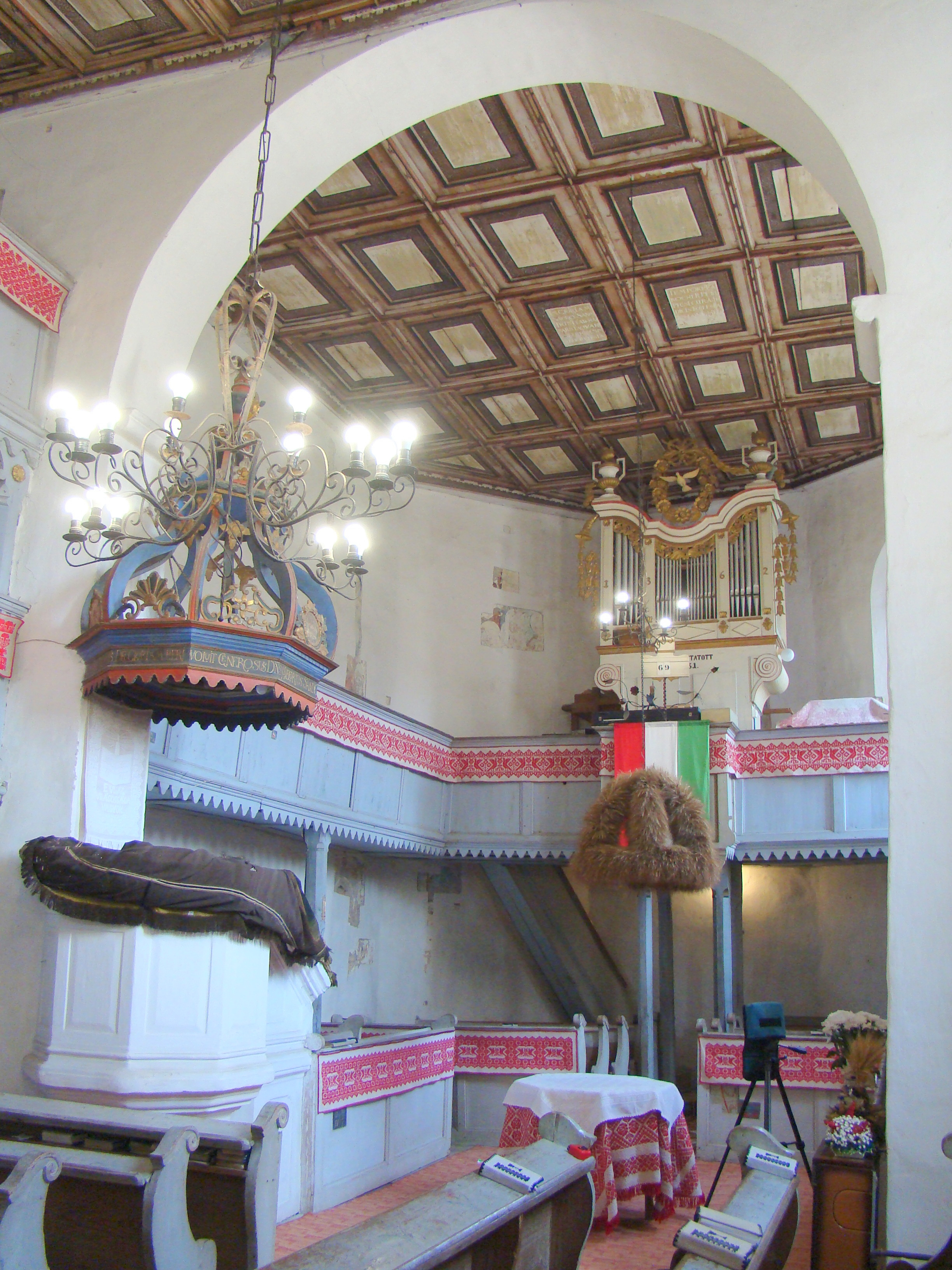
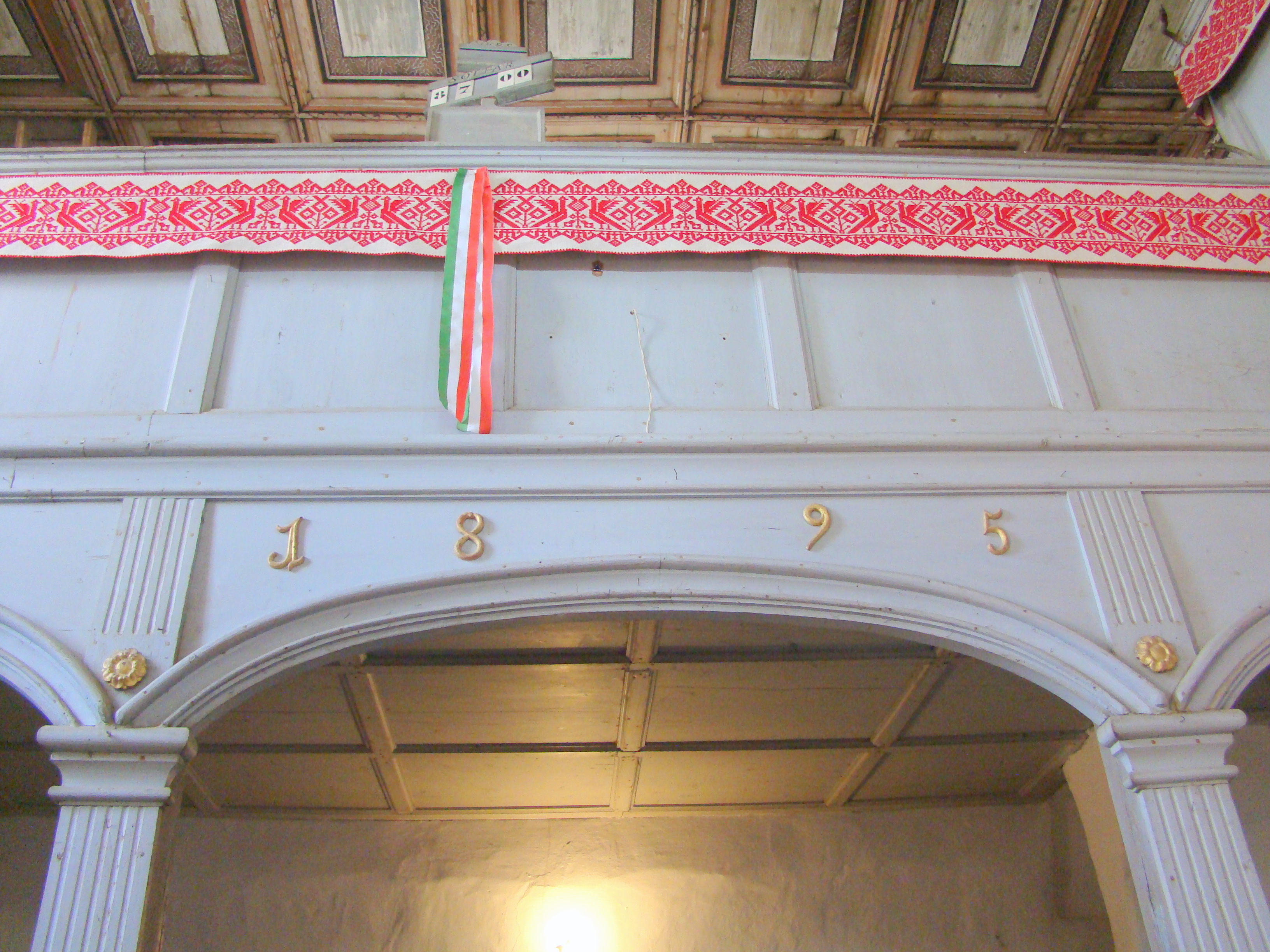
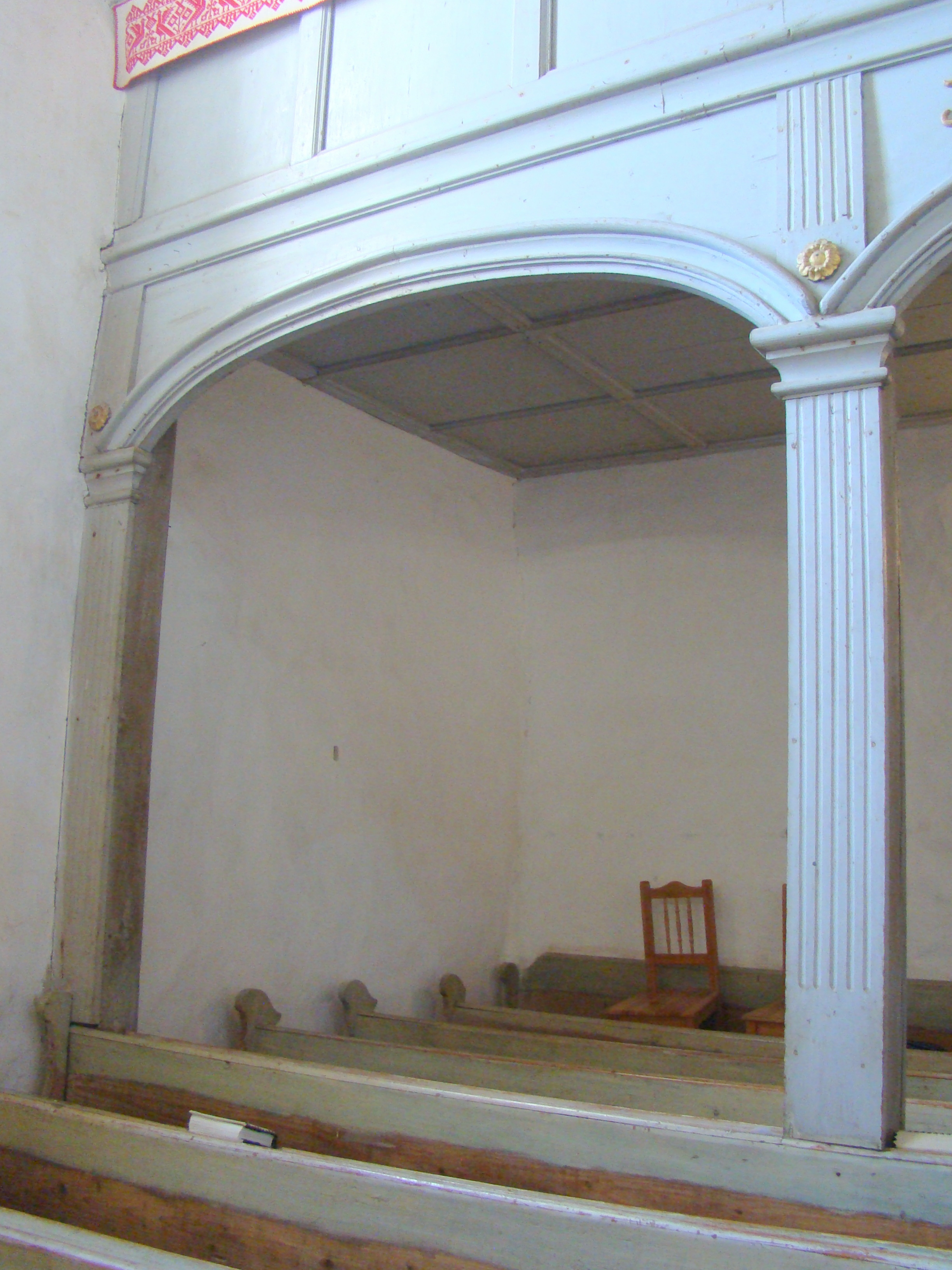
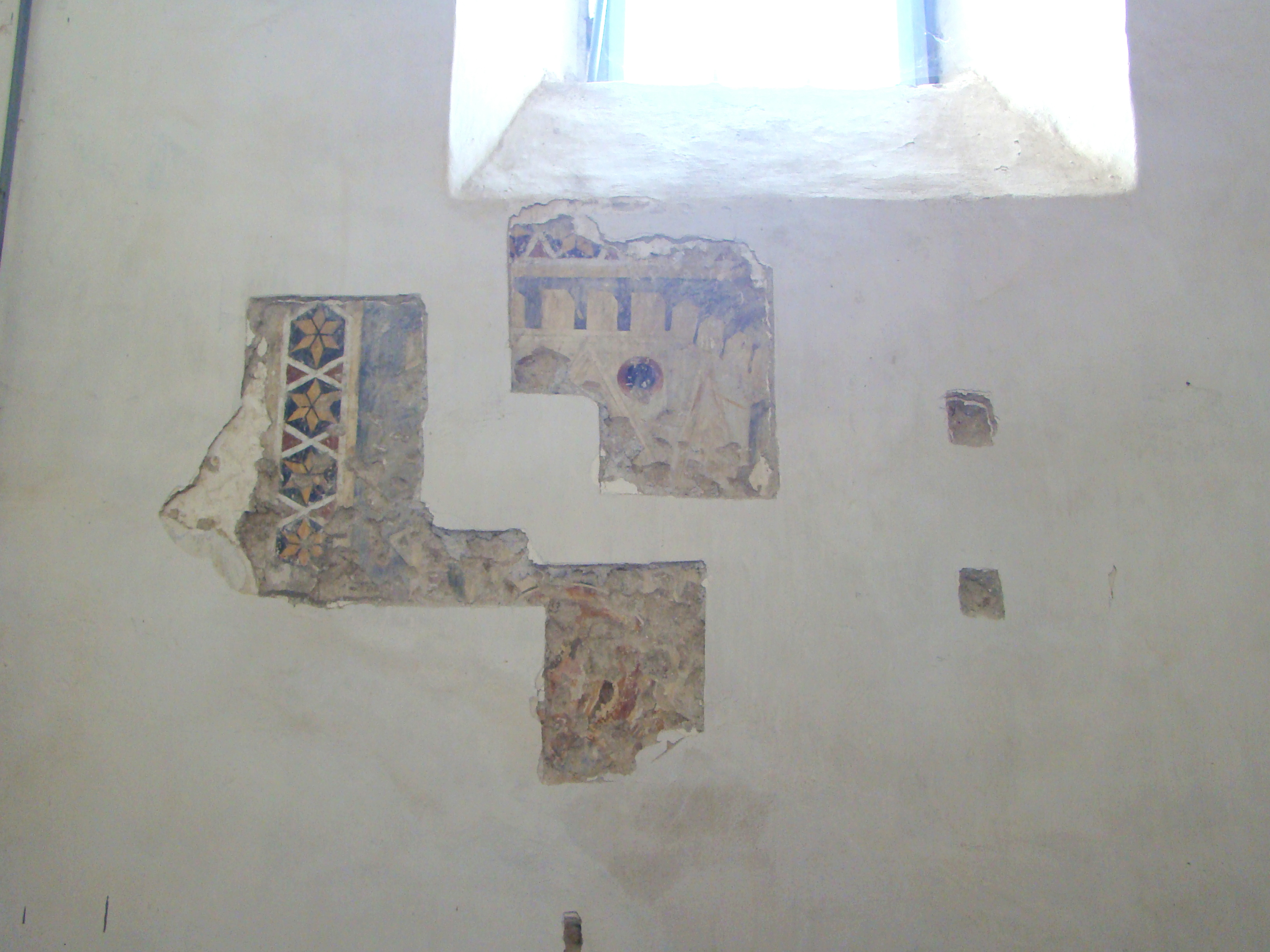
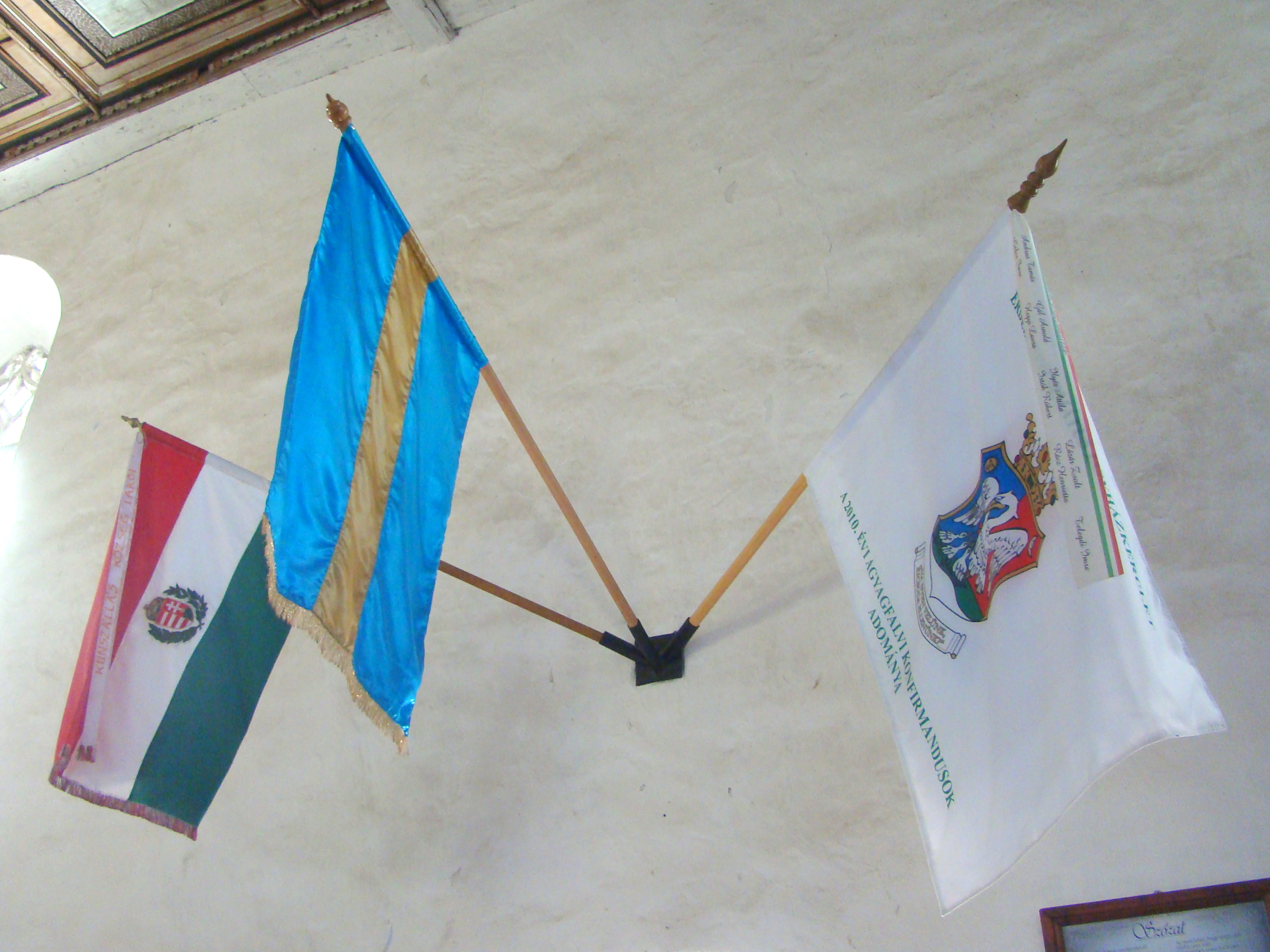
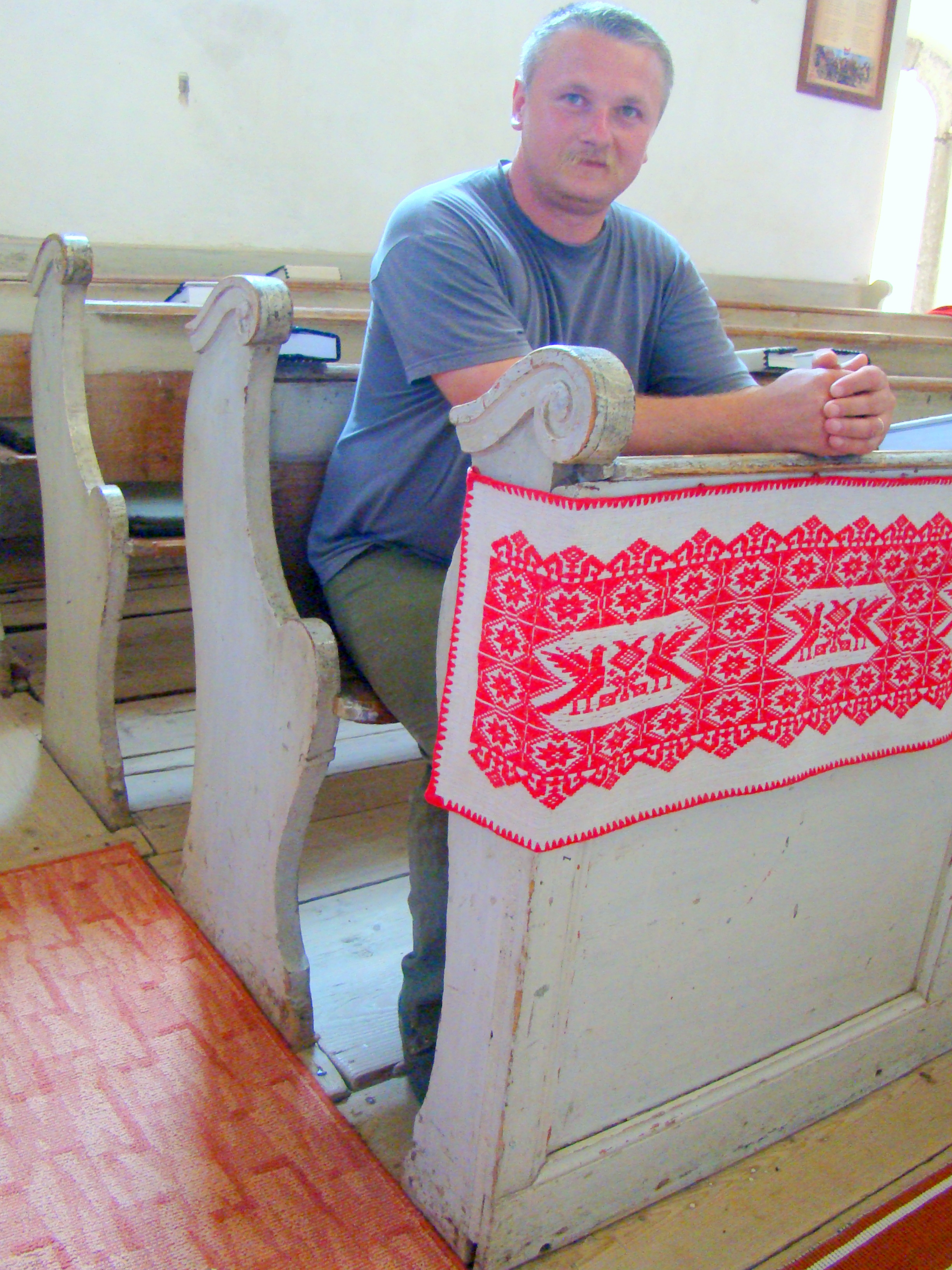
Pastorul reformat din satul Lutița: Kászoni Szilárd
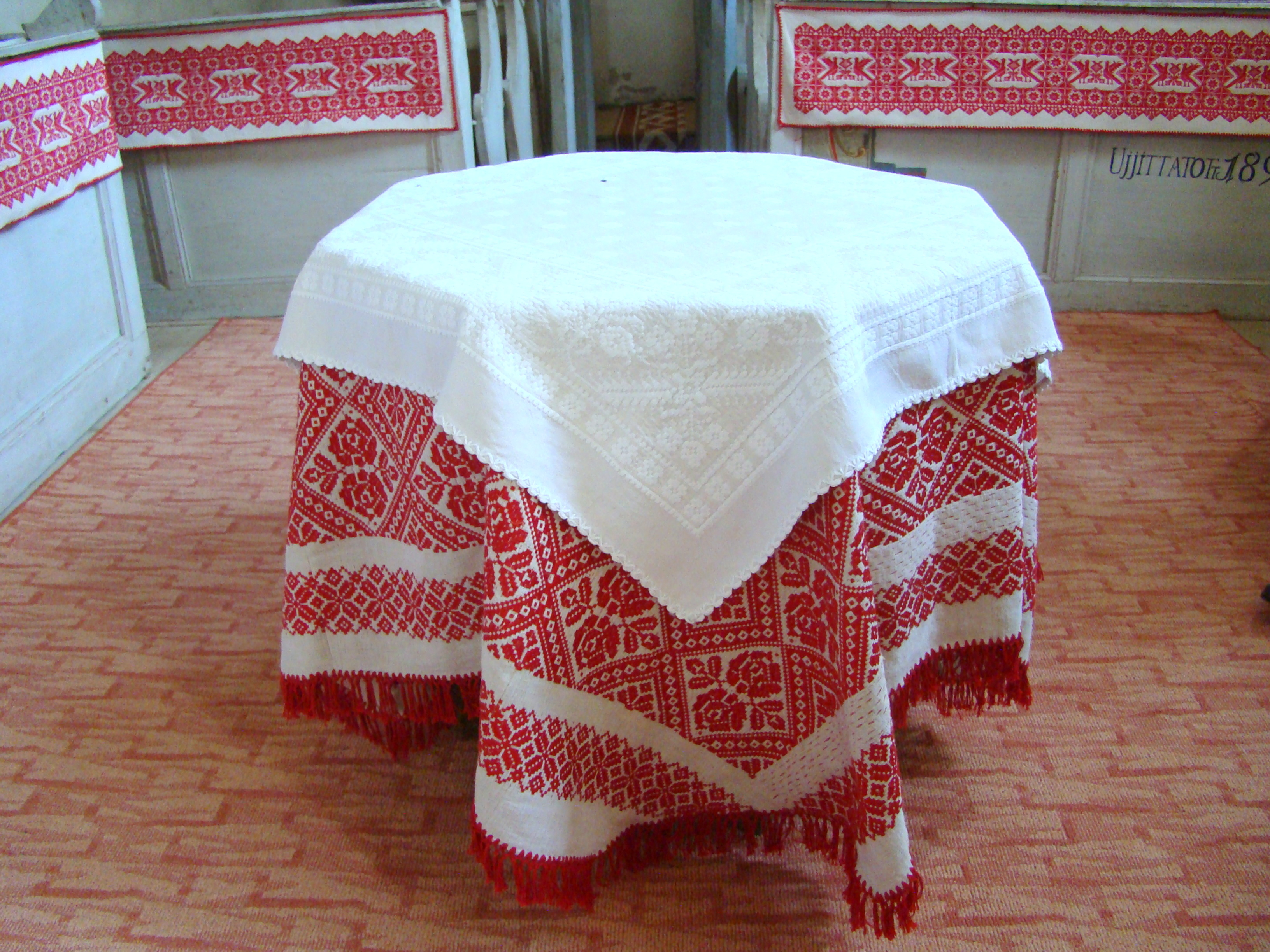
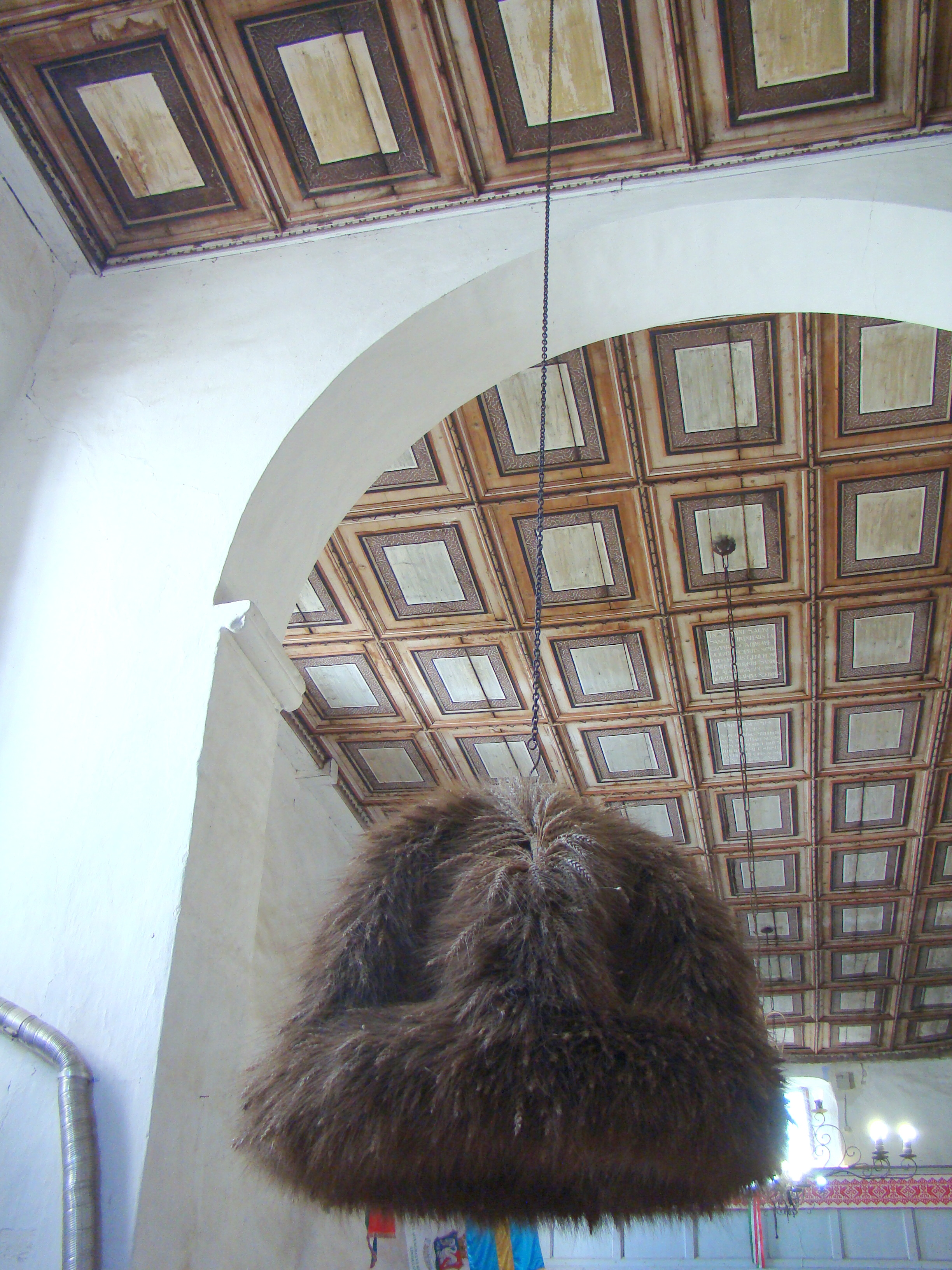
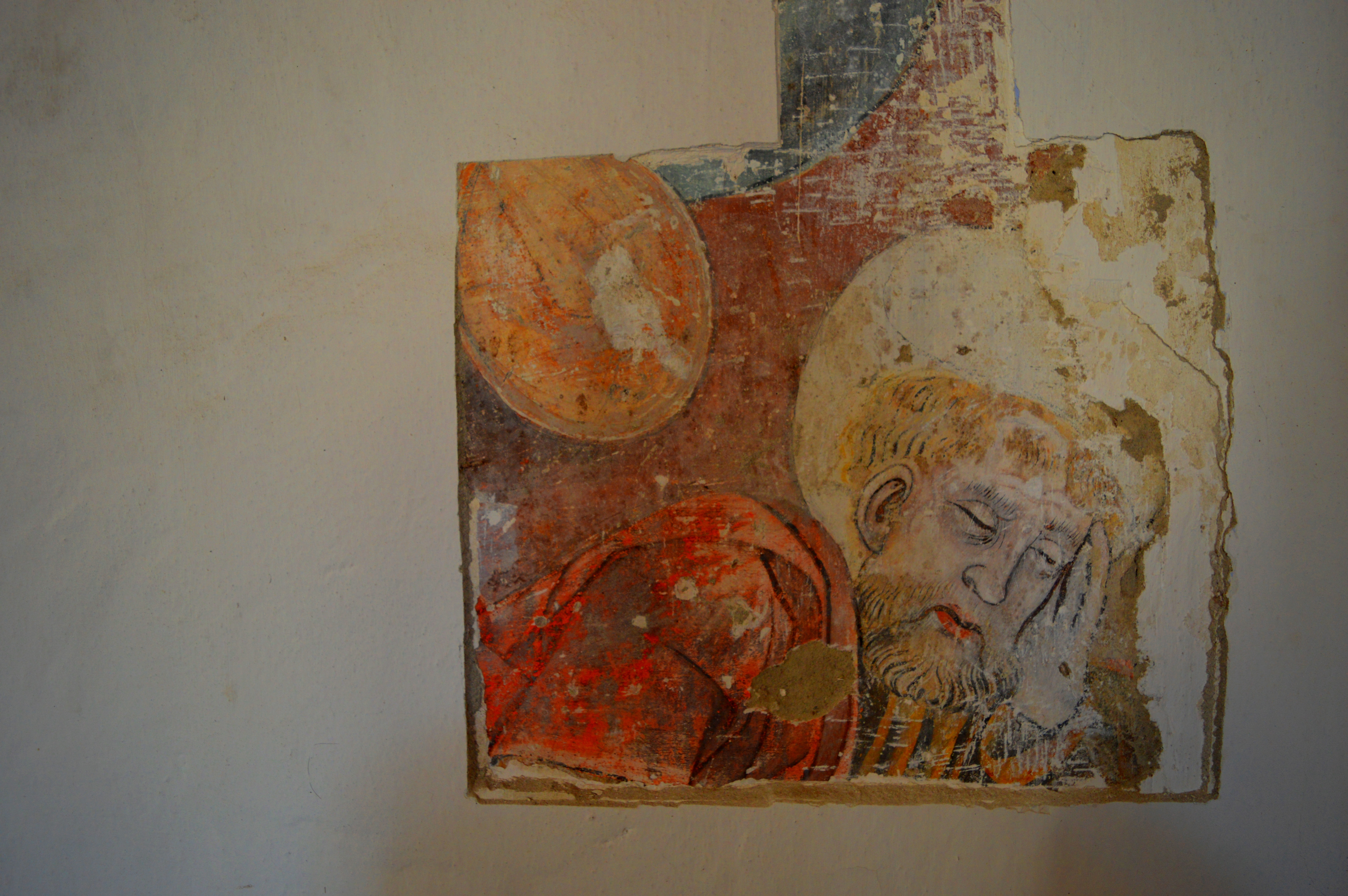
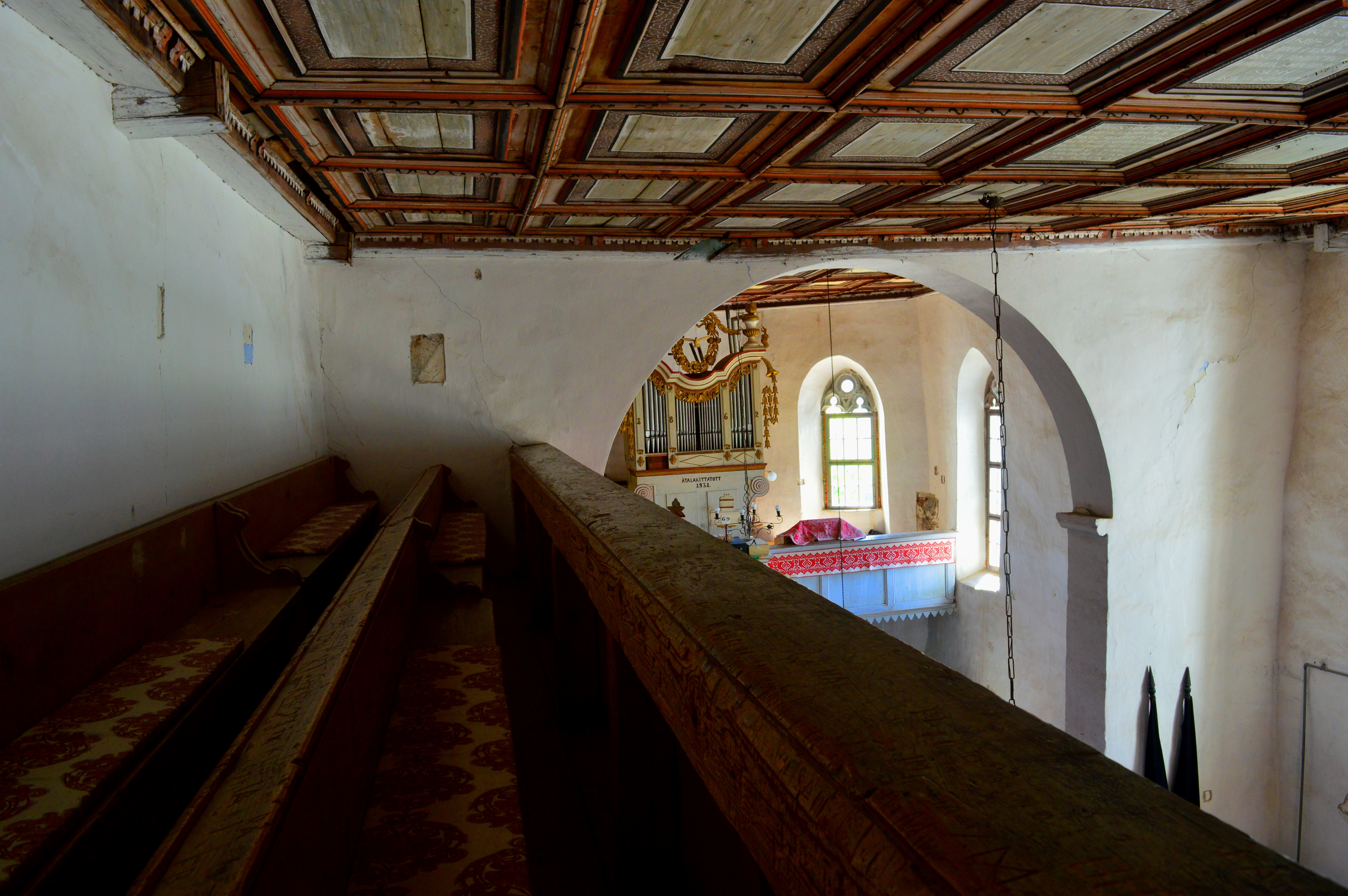
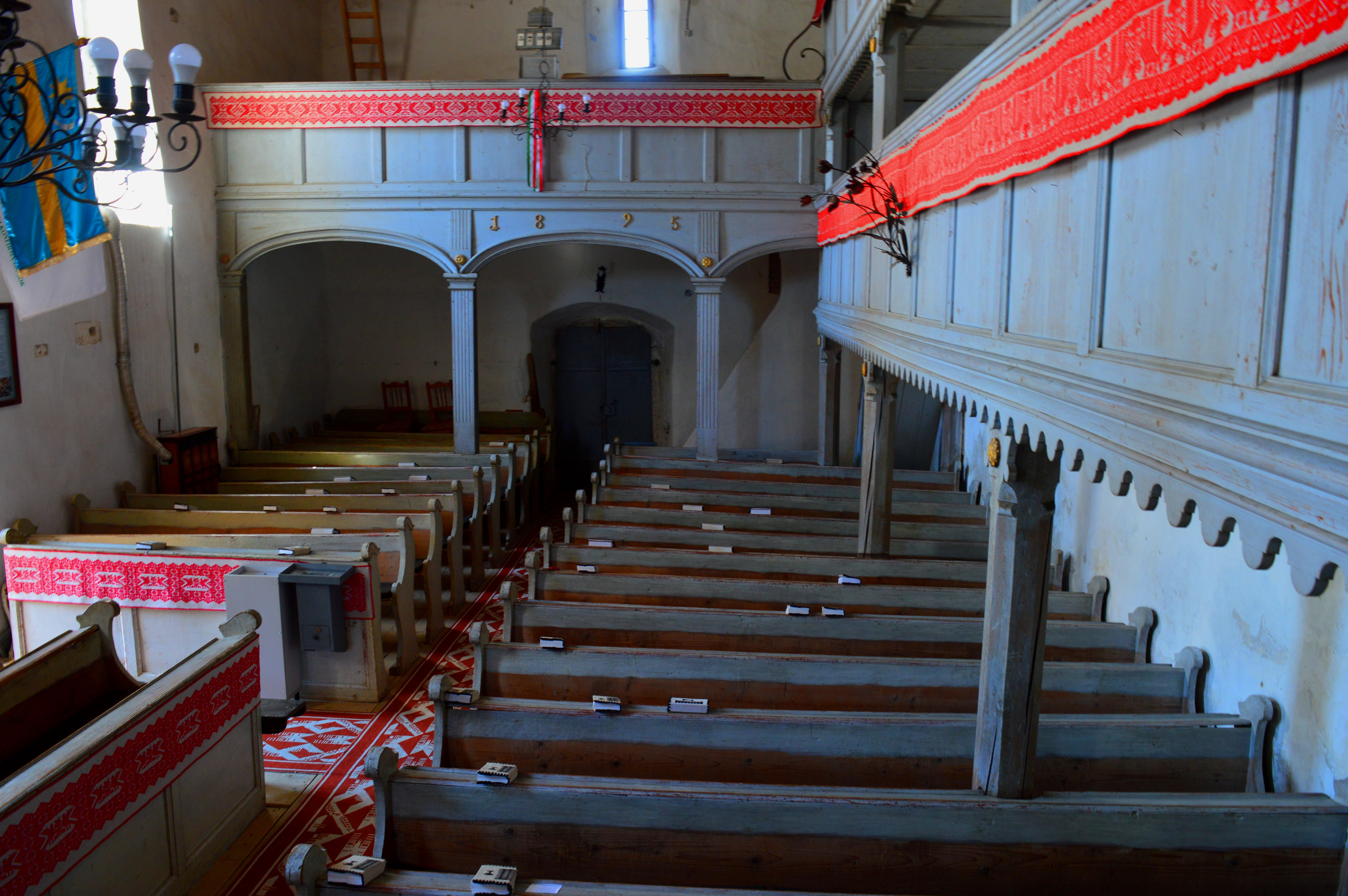
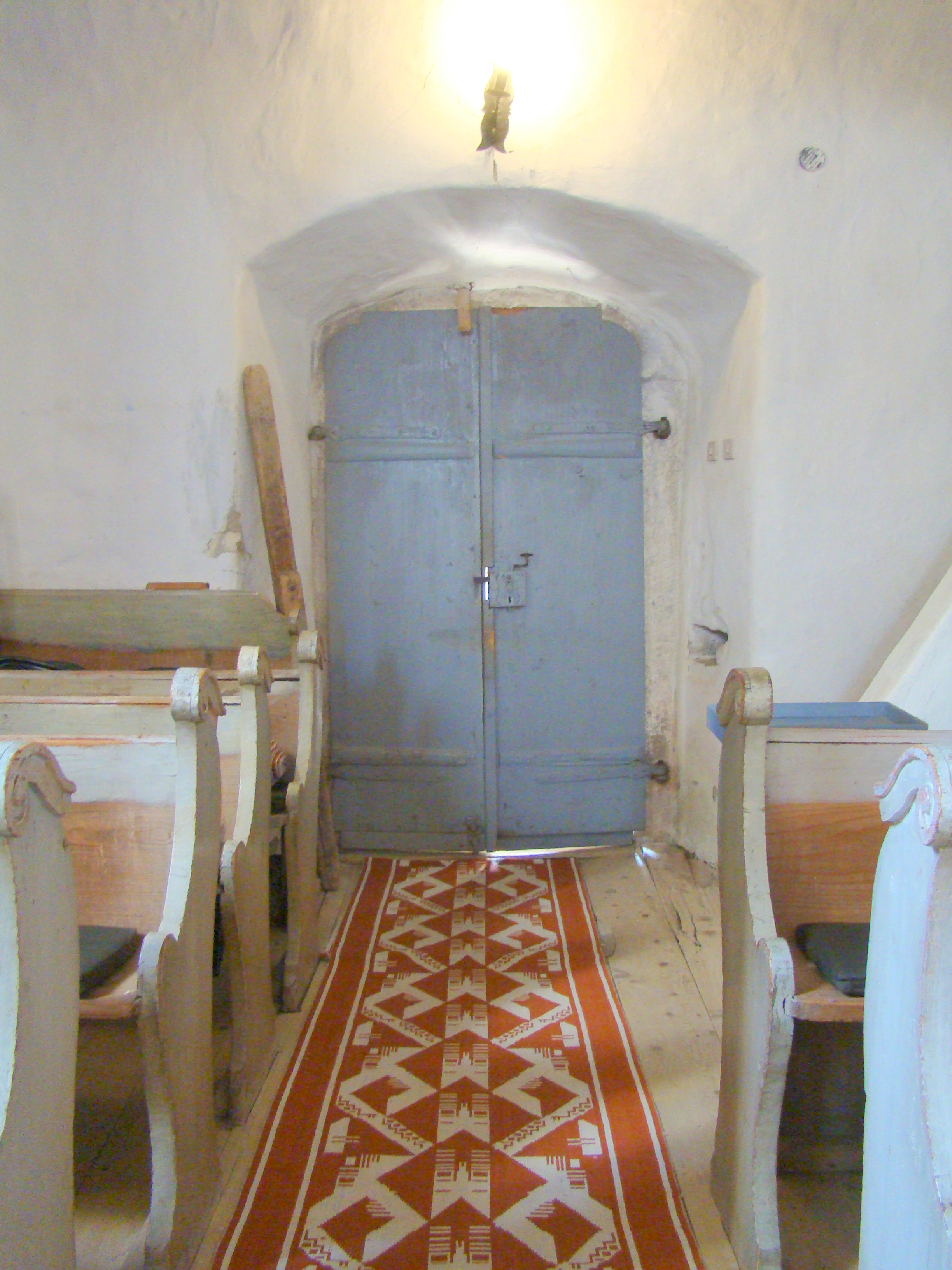
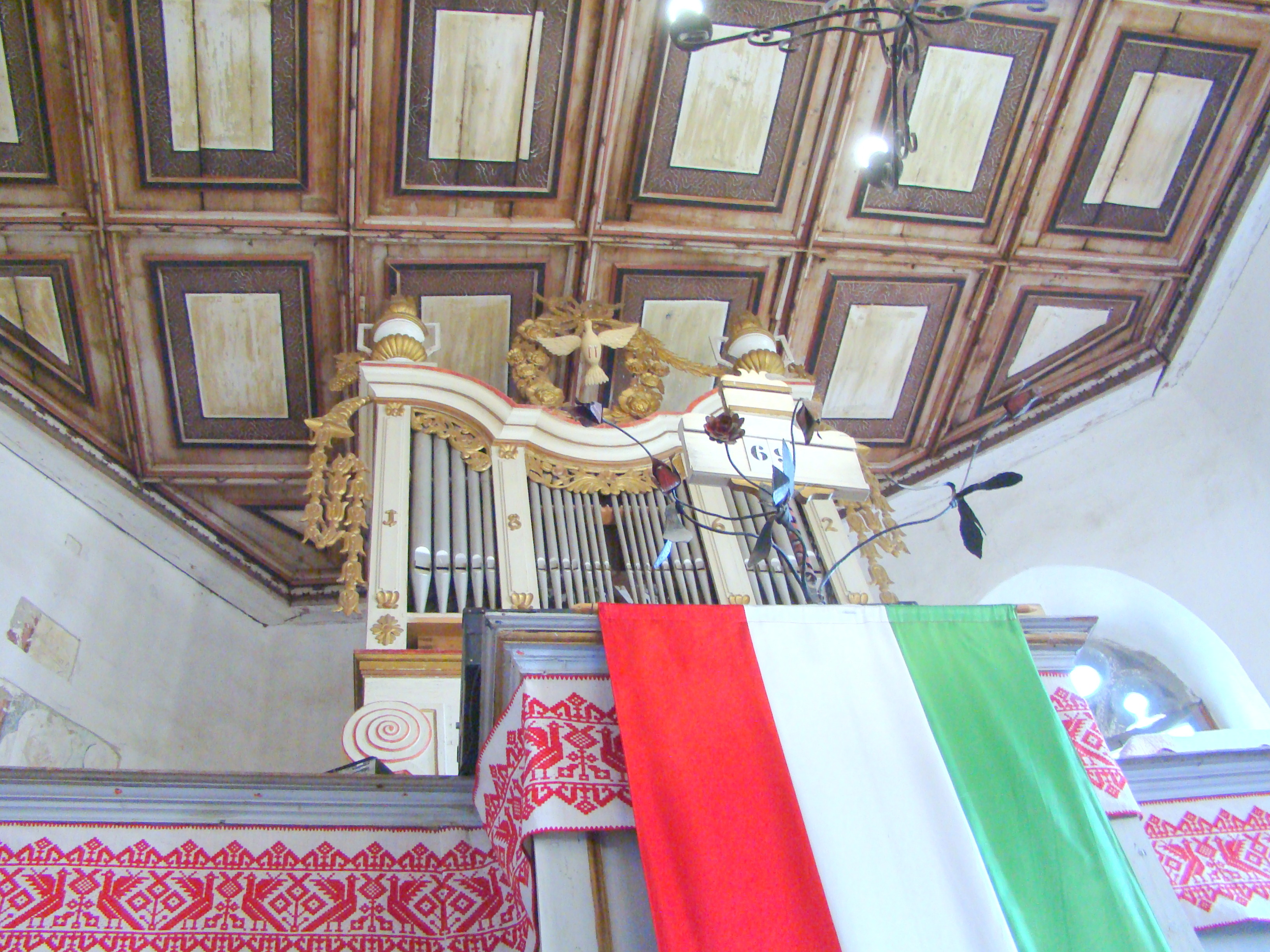
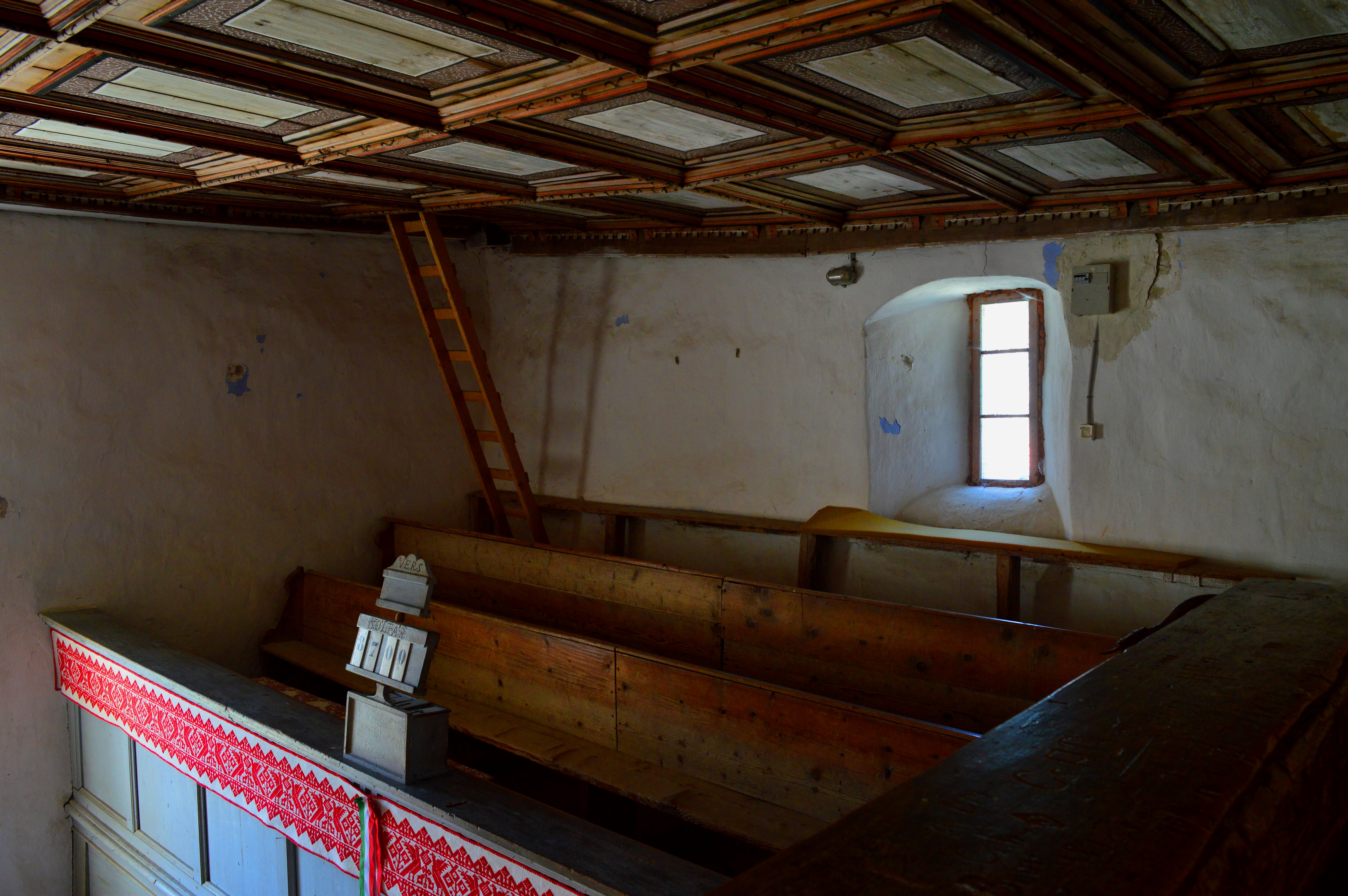